# Enceladus (vệ tinh)
Enceladus (phiên âm /ɛnsəˈleɪdiən/) là vệ tinh lớn thứ  sáu của Sao Thổ. Nó được nhà thiên văn học William Herschel phát hiện vào năm 1789. Trước năm 1980 (thời điểm 2 tàu vũ trụ Voyager bay ngang qua Enceladus), người ta biết rất ít về Enceladus ngoài việc trên bề mặt vệ tinh này có nước. Enceladus có đường kính khoảng 500 km, bằng 1/10 kích thước của Titan, vệ tinh lớn nhất của Sao Thổ. Vệ tinh này được bao phủ bởi một lớp băng, là một trong những thiên thể phản xạ ánh sáng mạnh nhất trong hệ Mặt trời khiến cho nhiệt độ bề mặt của nó khi Mặt Trời lên thiên đỉnh chỉ là −198°C (−324°F), lạnh hơn nhiều so với khi hấp thụ ánh sáng. Tàu Voyager 1 phát hiện thấy quỹ đạo của Enceladus nằm trong vùng dày nhất của vành đai phân tán E. Người ta cho rằng vành đai này được hình thành từ vật chất phun lên từ cực Nam của Enceladus. Tàu Voyager 2 cho thấy vệ tinh này mặc dù rất nhỏ nhưng lại có một địa hình phức tạp: từ những vùng cổ xưa nhiều miệng hố thiên thạch cho đến những vùng trẻ mới được kiến tạo. Một số vùng có lớp bề mặt mới được tạo ra trong khoảng 100 triệu năm trước đây.
Tàu thám hiểm Cassini–Huygens quay quanh Sao Thổ đã cung cấp cho chúng ta thêm nhiều dữ liệu mới về Enceladus. Trong năm 2005, Cassini đã bay rất gần Enceladus, chụp ảnh và phân tích chi tiết bề mặt cũng như môi trường trên Enceladus. Một số dữ liệu thu thập được đã giúp chúng ta trả lời những câu hỏi đã đặt ra sau lần khám phá đầu tiên bởi tàu Voyager, một số lại khiến chúng ta đặt ra những câu hỏi mới. Cụ thể, Cassini phát hiện thấy những cột vật chất chứa nước phun lên từ cực nam của vệ tinh. Cùng với việc phát hiện thấy sự thất thoát nhiệt và sự tồn tại của bề mặt mịn và ít hố thiên thạch ở vùng cực nam, người ta khẳng định được rằng Enceladus hiện vẫn có những hoạt động địa chất. Điều này có thể giải thích được bởi Enceladus là vệ tinh của một gas giant (hành tinh khí khổng lồ). Những hành tinh như vậy thường có một hệ thống vệ tinh với quỹ đạo phức tạp. Một số trong các vệ tinh này cộng hưởng quỹ đạo với nhau, chúng không ổn định hoặc có độ dẹt quỹ đạo nhất định. Vì vậy lực hấp dẫn của hành tinh lên các vệ tinh này luôn luôn thay đổi, khiến cho các tầng bề mặt của vệ tinh co giãn theo chu kì quỹ đạo, tạo ra nhiệt lượng.
Enceladus là một trong ba thiên thể (ngoài Trái Đất) có hiện tượng phun trào vật chất (cùng với vệ tinh Io của Sao Mộc và Triton của Sao Hải Vương. Phân tích khí thoát ra từ các vụ phun trào này cho thấy chúng bắt nguồn từ một lớp nước phía dưới bề mặt của vệ tinh. Cùng với những chất hoá học cũng được tìm thấy trong các vụ phun trào nói trên, người ta cho rằng Enceladus là một thiên thể đặc biệt rất quan trọng cho việc nghiên cứu sinh học vũ trụ. Hiện tượng nói trên cũng củng cố cho giả thuyết vành đai E bắt nguồn từ vật chất trên Enceladus đã được nêu ra trước đó.

## Tên gọi

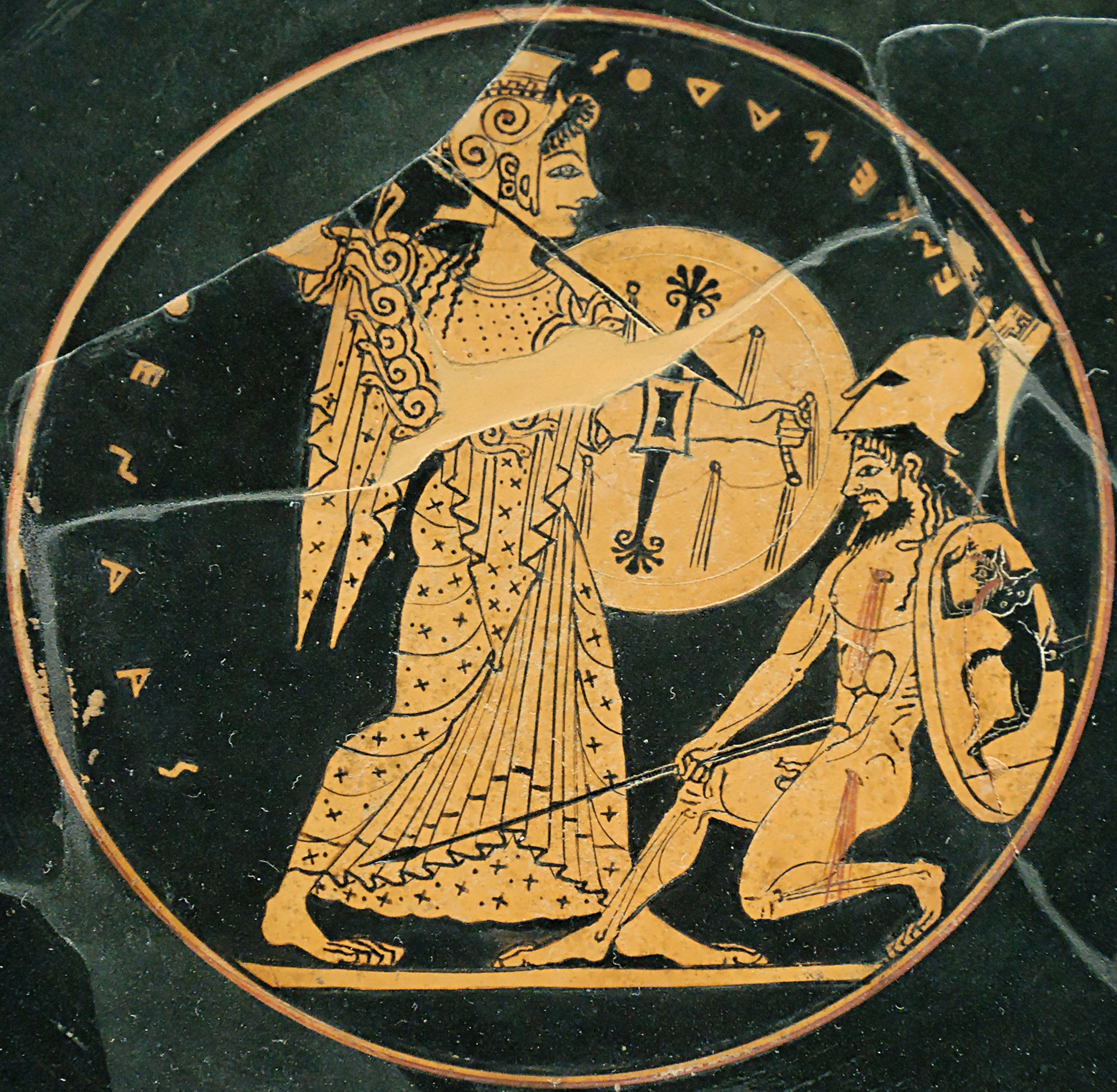
Thần Athena cầm giáo đâm Enceladus

Vệ tinh Enceladus được đặt tên theo tên của vị thần khổng lồ Enceladus trong Thần thoại Hy Lạp, một trong số các vị thần Gigant, con của thần đất Gaia với những giọt máu và tinh dịch của Uranus. Nó còn được gọi theo cách khác là Saturn II hoặc là SII Enceladus. Giống như các vệ tinh khác trong số 7 vệ tinh đầu tiên của Sao Thổ được phát hiện, tên gọi trên được John Herschel (con trai của người phát hiện William Herschel) đề xuất năm 1847 trong tác phẩm Results of Astronomical Observations made at the Cape of Good Hope (Kết quả các quan trắc thiên văn tại mũi Hảo Vọng) của mình. Trong tác phẩm này, ông đã sử dụng tên các vị thần khổng lồ Hy Lạp, tức là các anh chị em của thần Cronos (hay Kronos). Cronos là vị thần trong thần thoại Hy Lạp tương đương với thần Saturn trong thần thoại La Mã. Hai dạng tính từ trong tiếng Anh là Enceladean và Enceladan.
Những địa danh trên Enceladus được Hiệp hội thiên văn quốc tế IAU đặt theo tên các nhân vật và địa danh của tập truyện Ả rập nổi tiếng Nghìn lẻ một đêm. Các hố thiên thạch được đặt tên theo các nhân vật, còn các cấu trúc địa hình khác như rãnh, rặng núi, đồng bằng... được đặt tên theo các địa danh. 57 địa danh đã được IAU đặt tên chính thức, 22 trong số đó được đặt tên vào năm 1982 dựa trên kết quả quan sát của tàu Voyager. 35 địa danh khác được đặt vào tháng 11 năm 2006 dựa trên kết quả quan sát của tàu Cassini. Một vài ví dụ như là vùng rãnh Samarkand (Samarkand Sulci), hố thiên thạch Aladdin, đồng bằng Sarandib (Sarandib Planitia)...

## Lịch sử khám phá
Nhà thiên văn học Fredrick William Herschel phát hiện ra Enceladus vào ngày 28 tháng 8 năm 1789, khi lần đầu tiên sử dụng kính thiên văn lớn nhất thế giới lúc bấy giờ có đường kính 1,2m. Ông đã quan sát vệ tinh này vào năm 1787 nhưng với kính thiên văn nhỏ đường kính 16,5 cm ông không thể nhận thấy nó. Do Enceladus có độ trưng biểu kiến nhỏ (+11,7m) và rất gần với Sao Thổ cũng như các vành đai sáng hơn nhiều lần, để quan sát được vệ tinh này cần sử dụng kính viễn vọng có đường kính 15 – 30 cm trong điều kiện khí quyển tốt và không bị ảnh hưởng bởi các nguồn sáng gây nhiễu. Giống như nhiều vệ tinh khác của Sao Thổ được phát hiện trước kỷ nguyên vũ trụ, Enceladus được quan sát lần đầu khi nó đi cắt ngang qua vành đai Sao Thổ vào lúc phân điểm. Lúc này ta nhìn thấy vành đai Sao Thổ từ bên rìa của nó. Ánh sáng phản xạ từ vành đai sẽ là tối thiểu giúp cho việc quan sát thấy chuyển động của vệ tinh dễ dàng hơn.
Trước khi tàu Voyager bay qua Enceladus, con người không biết gì nhiều về vệ tinh này. Bắt đầu từ một điểm sáng được Herchel quan sát, sau một thời gian dài người ta chỉ xác định được đặc điểm quỹ đạo của nó và ước lượng được khối lượng, mật độ và suất phản chiếu.
Hai tàu Voyager là những tàu vũ trụ đầu tiên đến gần và chụp ảnh Enceladus. Voyager 1 bay qua trước, cách vệ tinh 202.000 km vào ngày 12/11/1980. Do khoảng cách khá xa, các bức ảnh chụp được có độ phân giải không cao, nhưng cho thấy Enceladus có một vùng bình nguyên có độ phản xạ mạnh và không có hố thiên thạch. Đó là đặc điểm của một bề mặt trẻ với tuổi địa chất thấp. Voyager 1 còn khẳng định việc Enceladus nằm trong khu vực dày đặc nhất của vành đai E (một vành đai nằm phía ngoài của Sao Thổ). Từ 2 đặc điểm trên, các nhà khoa học cho rằng vành đai E được tạo ra do vật chất bắt nguồn từ bề mặt của Enceladus.
Tàu Voyager 2 tới gần Enceladus hơn (ở khoảng cách 87.010 km) vào ngày 26/8/1981. Ở khoảng cách này, các bức ảnh được chụp có độ phân giải cao hơn. Chúng cho thấy phần lớn bề mặt của Enceladus là bề mặt trẻ, có ít hố thiên thạch. Cũng có những vùng khác cổ xưa hơn với nhiều hố thiên thạch nằm trong khoảng từ vĩ độ trung bình đến vĩ độ cao của bán cầu bắc và một vùng ở gần xích đạo cũng có số lượng hố thiên thạch tương đối. Sự khác biệt về mặt địa hình của Enceladus hoàn toàn trái ngược với Mimas, vệ tinh nhỏ hơn của Sao Thổ có bề mặt cổ xưa đồng nhất và rất nhiều hố thiên thạch. Những khu vực có tuổi địa chất thấp trên Enceladus là một phát hiện rất đáng ngạc nhiên cho giới khoa học. Họ không nghĩ đến việc phát hiện thấy những đặc điểm này ở một vệ tinh nhỏ và lạnh như Enceladus (nếu so sánh với vệ tinh Io của Sao Mộc cũng có hoạt động địa chất). Tuy nhiên tàu Voyager 2 không thể giúp các nhà khoa học trả lời chắc chắn rằng Enceladus hiện có còn hoạt động địa chất không và liệu nó có phải là nguồn cung cấp bụi và vật chất cho vành đai E hay không.
Những câu hỏi này đã phải đợi hơn 20 năm để tìm ra một phần các câu trả lời. Tàu Cassini được phóng lên ngày 15 tháng 10 năm 1997 đã bay vào quỹ đạo của Sao Thổ và trở thành vệ tinh của nó vào ngày 01 tháng 7 năm 2004. Dựa vào kết quả của tàu Voyager 2, những người thực hiện dự án Cassini–Huygens đã xác định mục tiêu chủ chốt là nghiên cứu vệ tinh Enceladus. Họ đã lập kế hoạch để cho Cassini bay đến gần Enceladus trong khoảng cách dưới 1500 km nhiều lần. Bên cạnh đó, trong quỹ đạo của mình Cassini cũng đã vài lần bay tới gần Enceladus với khoảng cách dưới 100.000 km. Từ đó, Cassini đã cung cấp những dữ liệu cực kì quan trọng về bề mặt của vệ tinh này. Nó đã phát hiện thấy hơi nước và các hợp chất hydrocarbon phức tạp thoát ra từ vùng cực nam của Enceladus. Những phát hiện này đã khiến cho các nhà khoa học thay đổi quỹ đạo của Cassini cho phép nó đến gần Enceladus hơn (nó đã 2 lần cách Enceladus khoảng 50 km và một lần thậm chí chỉ cách 25 km trong năm 2008). Trong năm 2009 và 2010, Cassini sẽ còn vài lần nữa tiếp cận bề mặt của Enceladus.
Những phát hiện mà Cassini mang lại đã khiến Enceladus trở thành đích ngắm cho những dự án trong tương lai. Năm 2007, NASA đưa ra ý tưởng về một tàu vũ trụ quay quanh Enceladus và thực hiện xem xét kĩ lưỡng hơn cột bụi bốc lên từ cực nam của nó. Tuy nhiên ý tưởng này không được chấp thuận nghiên cứu tiếp. Cơ quan hàng không châu Âu ESA gần đây cũng có dự án phóng một tàu thám hiểm kết hợp nghiên cứu Enceladus và Titan.
Dự án Nhiệm vụ hệ Sao Thổ-Titan (Titan Saturn System Mission) TSSM là một dự án liên kết giữa 2 trung tâm NASA và ESA nhằm nghiên cứu các vệ tinh của Sao Thổ, trong đó có cả Enceladus. Dự án này và dự án Nhiệm vụ hệ Sao Mộc-Europa (Europa Jupiter System Mission) EJSM đã phải cạnh tranh nhau để được ưu tiên thực hiện trước do vấn đề tài chính. Tháng 2 năm 2009, dự án EJSM đã được xếp ở mức ưu tiên cao hơn, tuy nhiên dự án TSSM vẫn được tiếp tục nghiên cứu thêm.

## Quỹ đạo

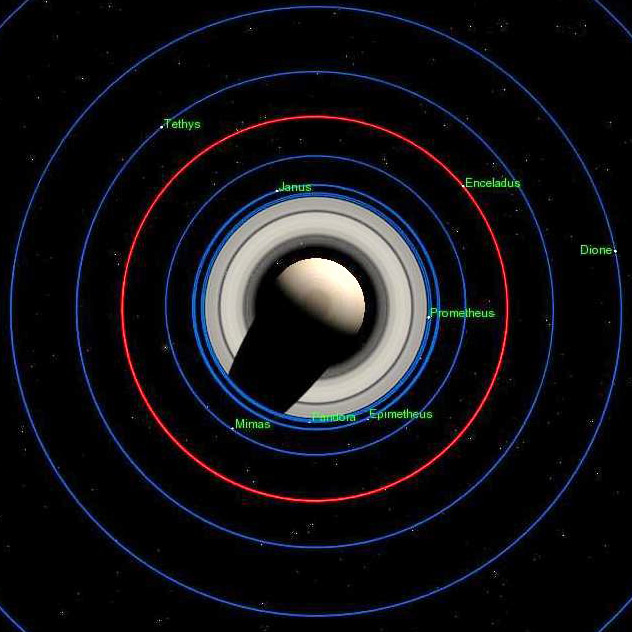
Quỹ đạo của Enceladus (có màu đỏ) nhìn từ cực Bắc của Sao Thổ

Enceladus là một vệ tinh lớn nằm ở nhóm trong của các vệ tinh Sao Thổ. Tính theo khoảng cách từ tâm Sao Thổ, Enceladus là vệ tinh thứ 14. Nó nằm trong khu vực dày đặc nhất của vành đai E, vành đai nằm ngoài cùng trong những vành đai của Sao Thổ. Vành đai này bắt đầu từ quỹ đạo của Mimas và kéo dài đến gần quỹ đạo của Rhea, chứa các hạt băng và bụi rất nhỏ.
Enceladus cách tâm và bề mặt Sao Thổ lần lượt là 238.000 km và 180.000 km (bề mặt tính từ tầng khí quyển cao nhất của Sao Thổ). Quỹ đạo của nó nằm ở giữa quỹ đạo của Mimas và Tethys. Nó quay một vòng hết 32,9 tiếng, đủ nhanh để người quan sát từ mặt đất có thể quan sát chuyển động của nó chỉ trong 1 đêm. Enceladus và Dione tạo với nhau cộng hưởng quỹ đạo tỉ lệ 2:1 (Enceladus quay hết 2 vòng trong khi Dione quay hết 1 vòng quanh Sao Thổ). Hiện tượng cộng hưởng khiến cho quỹ đạo của Enceladus duy trì được độ dẹt tương đối (tâm sai 0,0047) tạo nguồn nội nhiệt cho các hoạt động địa chất của nó.
Giống như các vệ tinh lớn hơn của Sao Thổ, Enceladus luôn chỉ quay một mặt về phía Sao Thổ. Không giống như Mặt trăng, Enceladus không dao động xung quanh trục quay (ít nhất là không dao động nhiều hơn 1,5°). Mặc dù vậy, phân tích hình dạng của Enceladus vẫn cho thấy tại một số thời điểm, Enceladus có các dao động quay thứ cấp cưỡng bức 1:4. Dao động này cùng với cộng hưởng quỹ đạo cùng với Dione, tăng thêm nhiệt năng cho Enceladus.

### Tương tác với vành đai E của Sao Thổ
Vành đai E là vành đai nằm ngoài cùng và là vành đai rộng nhất trong các vành đai của Sao Thổ. Nó kéo dài từ quỹ đạo của Mimas đến gần quỹ đạo của Rhea. Một số quan sát còn cho rằng vành đai E thậm chí còn trải rộng đến quỹ đạo của Titan, tức là rộng 1.000.000km. Mặc dù rất rộng nhưng vật chất trong vành đai rất loãng, gồm có bụi và băng hiển vi. Vì quá loãng và trải rộng nên vành đai rất không ổn định. Nếu không có nguồn cung cấp thay thế, vành đai E sẽ nhanh chóng biến mất trong khoảng từ 10.000 đến 1.000.000 năm. Enceladus nằm trong dải hẹp nhất và dày đặc vật chất nhất của vành đai nên trước đây người ta đã giả thiết rằng vật chất thoát ra từ Enceladus đã hình thành nên vành đai. Giả thuyết này đã được củng cố từ những tư liệu của tàu Cassini.
|  |  |

Enceladus có 2 cơ chế để cung cấp vật chất cho vành đai. Cơ chế thứ nhất, và có thể là quan trọng nhất, là sự phát tán các hạt vật chất từ các cột bụi tạo ra do các lỗ phun trào nhiệt độ thấp (cryovolcanic) ở vùng cực nam của vệ tinh. Trong khi phần lớn vật chất sau khi phun trào trở lại bề mặt của vệ tinh thì một số ít có vận tốc lớn hơn vận tốc vũ trụ cấp 2 trên Enceladus (khoảng 866 km/h) thoát ra khỏi trọng trường vệ tinh và bay vào quỹ đạo quanh Sao Thổ. Cơ chế thứ 2 là sự bắn phá của thiên thạch trên Enceladus có thể đã hất tung các hạt bụi trên bề mặt vệ tinh lên quỹ đạo. Cơ chế này không chỉ áp dụng cho Enceladus mà còn đúng cho mọi vệ tinh trong vành đai E nói chung.

## Đặc điểm

### Kích cỡ và hình dáng

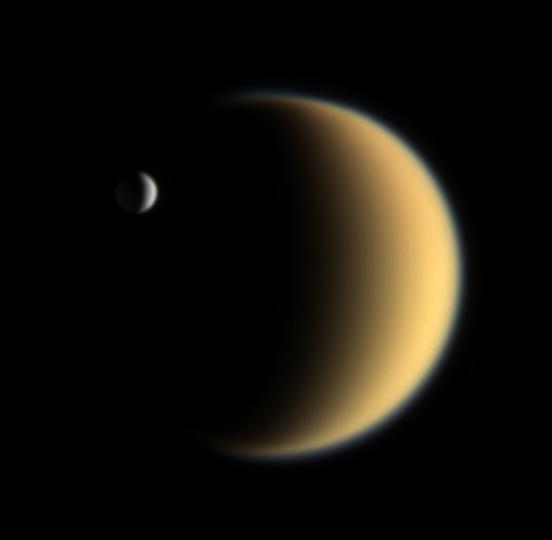
Enceladus (ở góc trái trên) nhỏ bé bay ngang qua Titan, nhìn từ Cassini ngày 5/2/2006. Khi ấy Enceladus cách Cassini 4,1 triệu km còn Titan cách khoảng 5,3 triệu km

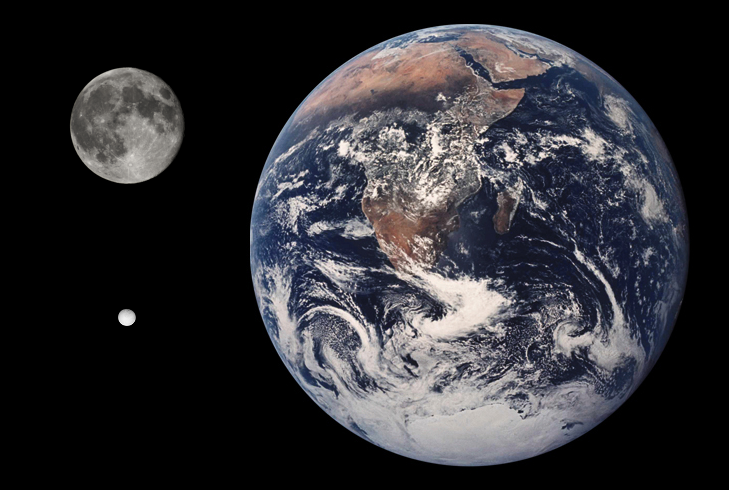
So sánh kích thước của Trái Đất, Mặt Trăng, và Enceladus

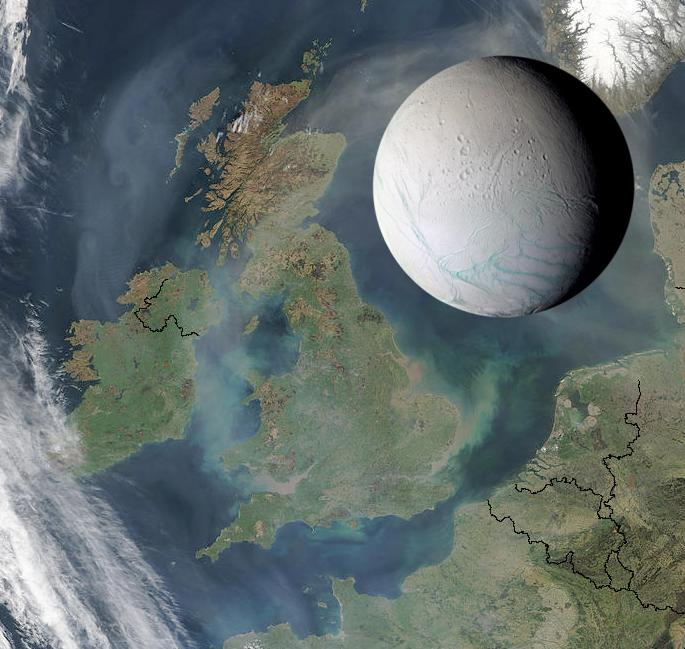
Kích thước của Enceladus so với Vương quốc Anh

Enceladus là một trong những vệ tinh nhỏ nhất có đủ khối lượng để có dạng hình cầu. Đường kính trung bình của vệ tinh là khoảng 505km, bằng 1/7 mặt trăng. Vệ tinh này nhỏ tới mức nó có kích thước tương đương với Vương quốc Anh. Khi đem so sánh có thể thấy Enceladus dễ dàng chui vừa trong những bang như Arizona hay Colorado của Mỹ. Diện tích bề mặt của vệ tinh là khoảng 800.000km², gấp gần 2 lần rưỡi diện tích Việt Nam.
Enceladus là vệ tinh có kích thước và khối lượng đứng thứ 6 trong các vệ tinh của Sao Thổ, sao Titan (5.150km), Rhea (1.530km), Iapetus (1.440km), Dione (1.120km) và Tethys (1.050km). Mimas là vệ tinh có hình cầu duy nhất nhỏ hơn Enceladus trong số các vệ tinh của Sao Thổ (ngoài ra còn có vệ tinh Miranda của Sao Thiên Vương nhỏ hơn Enceladus cũng có hình cầu).
Enceladus có hình dạng elipsoid hơi dẹt, các chiều của nó theo tính toán từ các bức ảnh được chụp từ bộ phận chụp ảnh ISS của Cassini là 513(a)×503(b)×497(c) km, trong đó (a) tương ứng là khoảng cách giữa 2 giao điểm của trục tâm Sao Thổ - tâm Enceladus với bề mặt Enceladus; (b) là khoảng cách giữa 2 cực trên bề mặt hướng theo chiều quay và bề mặt hướng theo chiều ngược lại; (c) là khoảng cách giữa 2 cực bắc và nam. Như vậy vệ tinh quay xung quanh trục ngắn, còn trục dài định hướng theo trục hướng tâm.

### Bề mặt

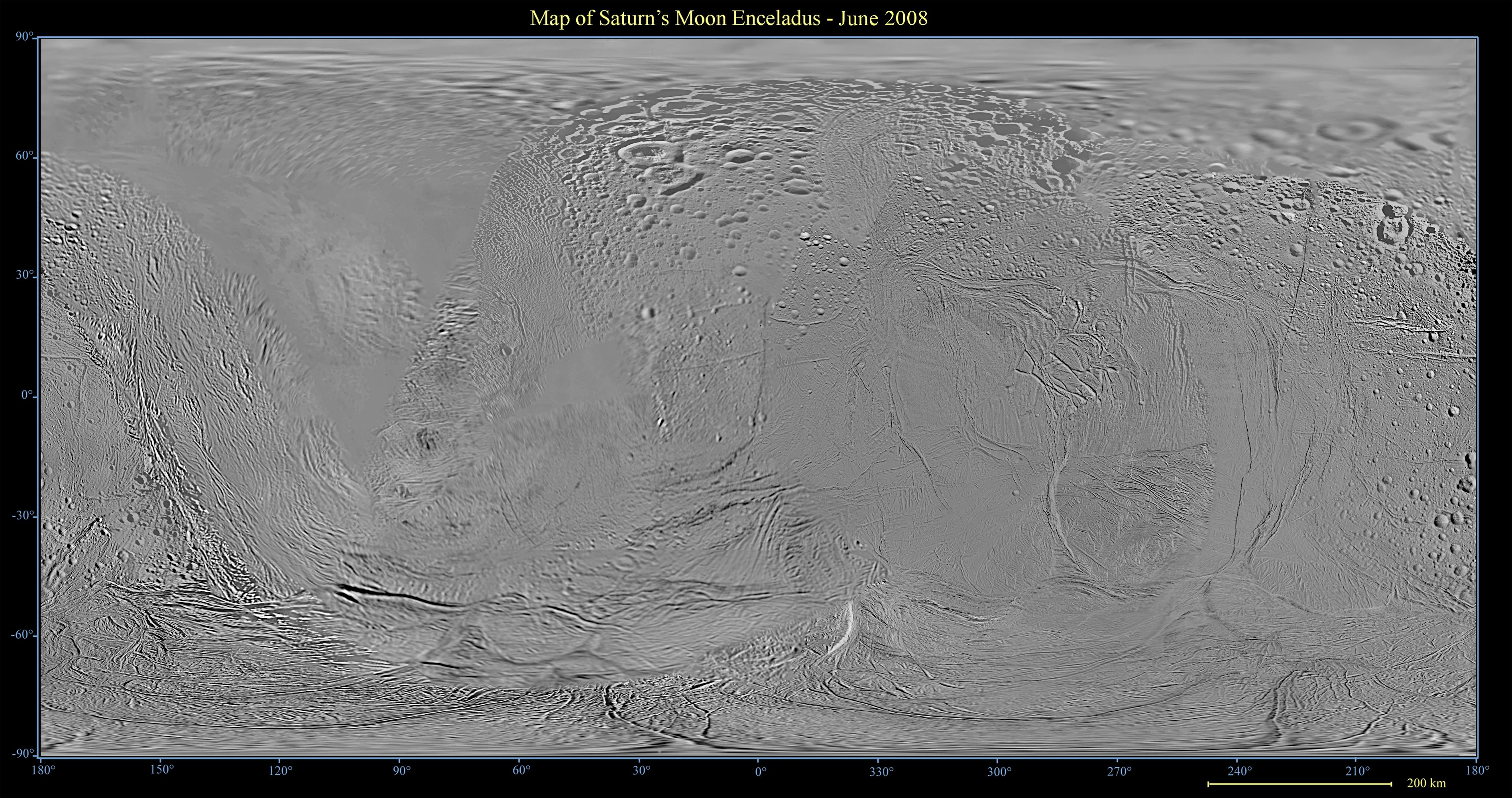
Một bức ảnh bề mặt của Enceladus

Tàu Voyager 2 là tàu vũ trụ đầu tiên đến gần bề mặt của Enceladus và chụp ảnh vệ tinh này ở mức độ tương đối chi tiết. Từ những bức ảnh này người ta đã nhận thấy ít nhất 5 kiểu địa hình trên bề mặt của Enceladus, gồm có những vùng nhiều hố thiên thạch, những bình nguyên bằng phẳng mới được hình thành bao bởi địa hình rặng núi. Thêm vào đó là các vết nứt xếp tuyến tính và các sườn băng. Các vùng bình nguyên bằng phẳng không có hố thiên thạch được hình thành gần đây, trong khoảng vài trăm triệu năm. Khi đó người ta đã nhận thấy rằng chắc chắn Enceladus cho đến gần đây phải có các hoạt động địa chất như sự phun trào của băng hay nước hoặc các quá trình khác làm thay đổi bề mặt. Lớp băng mới không lẫn bụi trên các vùng bề mặt của Enceladus khiến cho nó phản xạ ánh sáng rất mạnh (có thể là mạnh nhất trong hệ Mặt trời) với suất phản xạ hình học là 1,38 và suất phản xạ Bond là 0,99 (phản xạ 99% năng lượng điện từ). Do phản xạ hầu hết ánh sáng mặt trời nên nhiệt độ bề mặt vệ tinh rất thấp (khoảng −198 °C), có thể là thấp nhất trong các vệ tinh của Sao Thổ.
Những hình ảnh quan sát Enceladus từ tàu Cassini trong những ngày 17/2, 9/3 và 14/7 năm 2005 đã cung cấp những chi tiết rõ ràng hơn nhiều về bề mặt vệ tinh. Vùng bình nguyên bằng phẳng được quan sát bởi tàu Voyager 2 khi quan sát kĩ hơn gồm những miền phẳng không có hố thiên thạch xen kẽ với nhiều rặng núi nhỏ và các dốc băng. Cassini cũng cho thấy có nhiều vết đứt gãy ở vùng nhiều hố thiên thạch. Điều đó cho thấy khi bị thiên thạch bắn phá, Enceladus đã bị biến dạng rất nhiều. Nhiều vùng bình nguyên trẻ cũng đã được phát hiện ở những khu vực trước đây Voyager chụp ảnh không được rõ nét, như vùng cực nam.

#### Hố thiên thạch

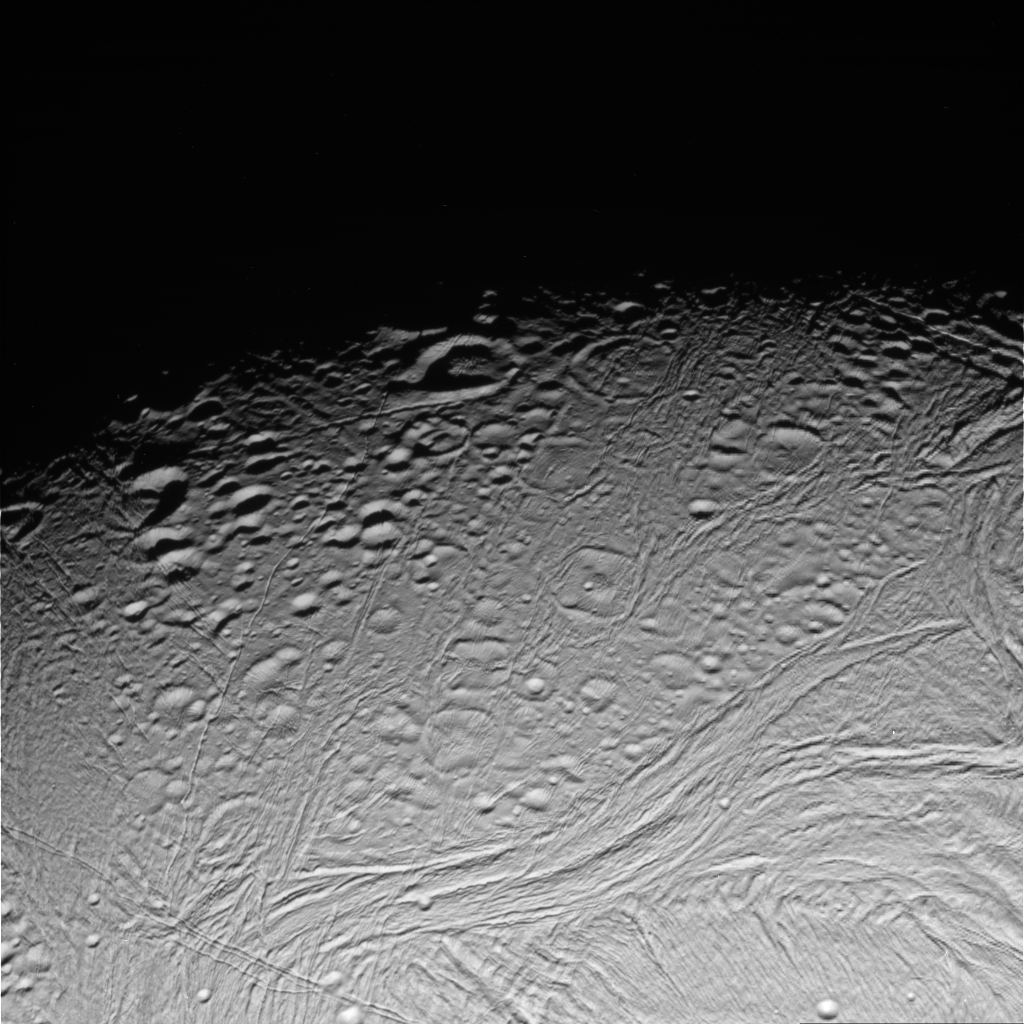
Các miệng hố thiên thạch trên Enceladus đã bị thoái hóa do những biến động địa chất trên bề mặt vệ tinh. Ảnh chụp từ tàu Cassini, 17/2/2005. Trên ảnh, Hamah Sulci (đường rãnh Hamah) chạy từ trái sang phải ở phần dưới của bức ảnh. Các hố thiên thạch thuộc các kiểu ct_{2} và cp nằm phía trên Hamah Sulci

Các hố thiên thạch rất thường xuất hiện trên bề mặt các thiên thể của hệ Mặt trời. Bề mặt của Enceladus cũng được bao phủ bởi các hố thiên thạch với mật độ và độ thoái hóa khác nhau tùy theo khu vực. Từ những quan sát của Voyager 2, có thể nhận thấy 3 kiểu địa hình hố thiên thạch khác nhau dựa trên mật độ hố. Kiểu ct1 và ct2 là các vùng gồm các hố thiên thạch rộng từ 10 – 20 km, khác nhau ở mức độ thoái hóa. Kiểu cp là các bình nguyên ít hố thiên thạch hơn. Sự khác biệt về mật độ thiên thạch (cũng như tuổi của các vùng bề mặt) cho thấy Enceladus đã trải qua nhiều thời kì thay đổi bề mặt trong lịch sử hình thành.

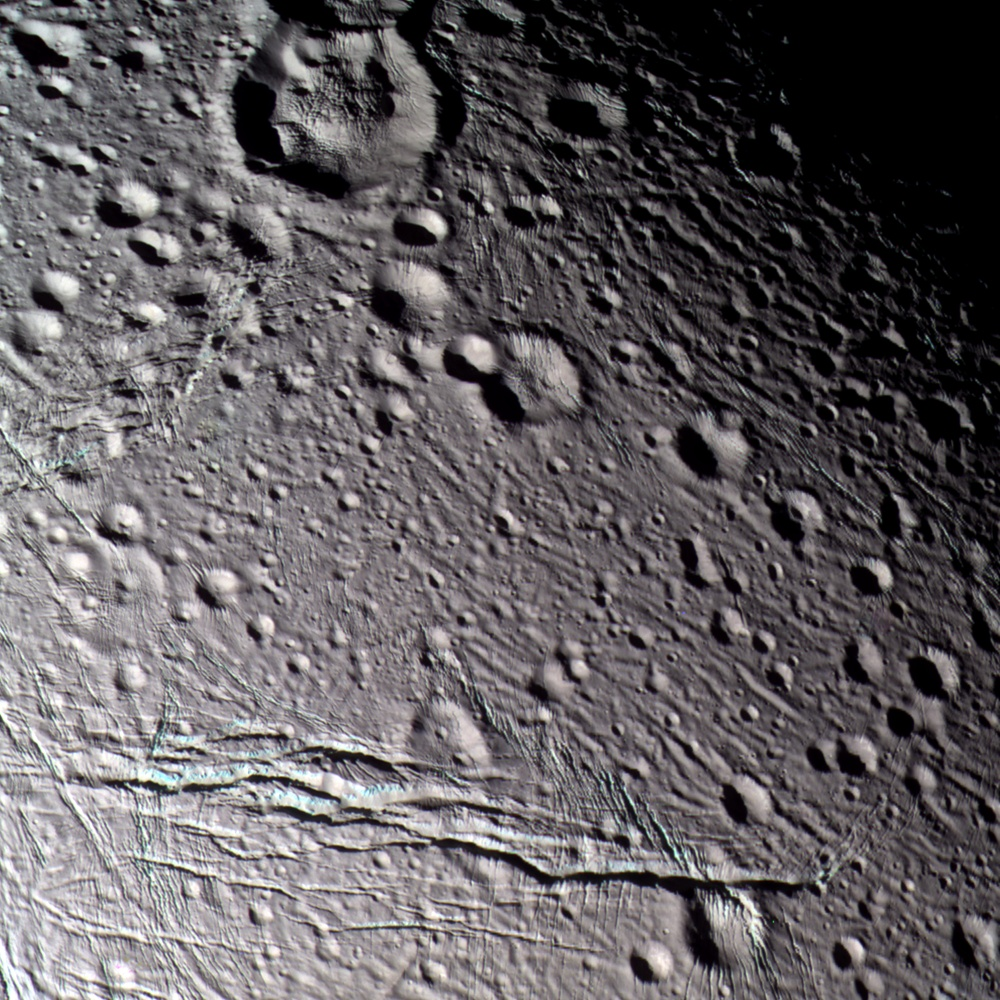
Các hố thiên thạch bị thoái hóa, ở góc trái trên là hố Dunyazad, phía dưới là một miệng hố bị biến dạng bởi đứt gãy

Những quan sát của Cassini đã cung cấp cái nhìn chi tiết hơn về các kiểu địa hình ct2 và cp. Những bức ảnh như hình bên cho thấy đa phần các hố thiên thạch của Enceladus đã bị biến dạng do các đứt gãy và do sự giảm độ kết dính trong kết cấu miệng hố. Sự giảm độ kết dính là hiện tượng sau một thời gian dài, các cấu trúc băng bị biến dạng bởi lực hấp dẫn. Điều này khiến cho các miệng hố thiên thạch và các cấu trúc khác trên Enceladus đã bị thoái hóa và dần dần trở nên biến mất. Tốc độ thoái hóa của các hố thiên thạch phụ thuộc vào nhiệt độ của băng: băng có nhiệt độ càng cao càng mềm và dễ biến dạng hơn. Các hố thiên thạch bị thoái hóa sẽ dần dần tự làm đầy miệng hố. Khi đó chỉ còn phần vành hố hình tròn còn sót lại (hình phải cho thấy một vành hố như thế ở phía dưới đường phân sáng tối). Dunyazad, một miệng hố thiên thạch lớn là một ví dụ tiêu biểu về kiểu hố thiên thạch bị thoái hóa do sự giảm độ kết dính băng của Enceladus. Có thể thấy ở băng đã sụt xuống làm đáy hố gồ lên. Ngoài ra nhiều hố thiên thạch trên Enceladus còn bị biến dạng do các đứt gãy địa tầng. Hố thiên thạch rộng 10 km nằm ở phía dưới hố Dunyazad bị một vết đứt gãy rộng từ khoảng vài trăm mét đến 1 km cắt ngang qua miệng hố và làm nó biến dạng. Gần như tất cả các hố thiên thạch Cassini đã chụp ảnh được trong vùng ct2 đều bị biến dạng. Hai kiểu biến dạng trên cho thấy hầu hết mọi hố thiên thạch của Enceladus đều đang trong giai đoạn thoái hóa ở các mức độ khác nhau.

#### Các địa hình kiến tạo

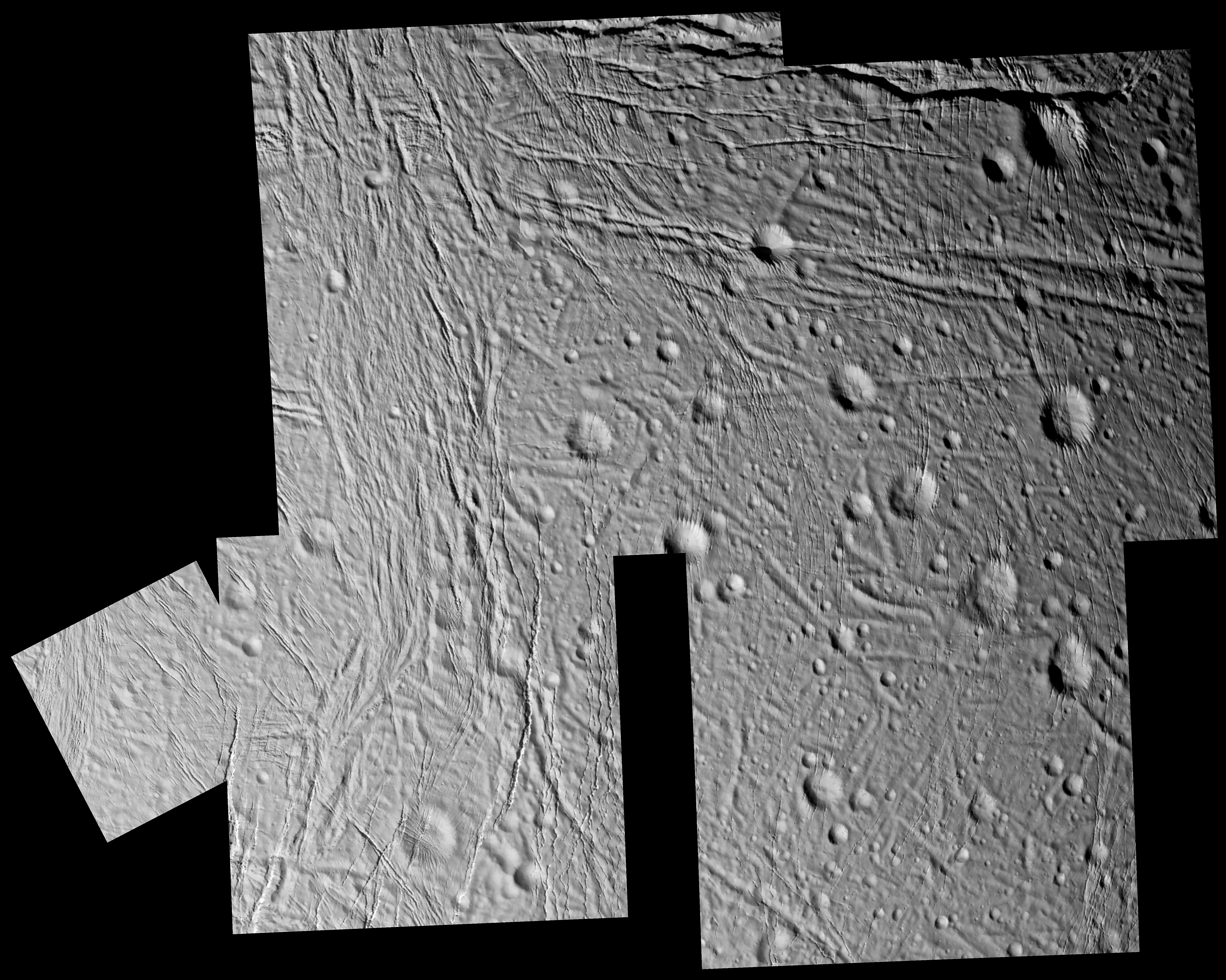
Ảnh ghép độ phân giải cao bề mặt Enceladus, thể hiện các kiểu kiến tạo và sự thoái hóa các miệng hố thiên thạch. Chụp bởi tàu Cassini ngày 9/3/2005

Voyager 2 đã tìm thấy nhiều kiểu địa hình kiến tạo trên bề mặt Enceladus, bao gồm các địa hình lòng máng, dốc băng, các vùng nhiều đường rãnh hay rặng núi. Những kết quả mới từ tàu Cassini cho thấy sự biến động lớp vỏ ngoài cùng là kiểu biến dạng chính của Enceladus. Một trong những kiểu địa hình đáng chú ý nhất là các hẻm vực. Chúng có thể dài tới 200 km, rộng từ 5 đến 10 km và sâu 1 km. Hình bên phải cho thấy một hẻm đứt gãy lớn đặc trưng của Enceladus. Nó cắt ngang qua một vùng già hơn và đã bị biến dạng do các hoạt động kiến tạo. Trong hình 9 là một vết nứt khác (nằm ở dưới đáy bức ảnh). Những hẻm vực này tương đối trẻ, chúng đè lên trên các kiến tạo khác. Bên cạnh đó, chúng có một địa hình rõ nét với những vỉa đá trồi ra trên bề mặt hai bên vách đá.
Một ví dụ khác của hoạt động kiến tạo trên Enceladus là những vùng bề mặt bị cắt xẻ. Chúng gồm nhiều đường cong tuyến tính tạo bởi các rãnh hoặc rặng núi. Thông thường chúng phân chia các vùng bình nguyên bằng phẳng và các vùng nhiều hố thiên thạch. Một ví dụ của kiểu địa hình này được chỉ ra trong hình 8 và hình dưới bên phải (vùng Samarkand Sulci). Những khu vực bề mặt bị cắt xẻ như Samarkand Sulci tương đối giống với những khu vực tương tự của Ganymede. Mặc dù vậy, về mặt cấu tạo chi tiết, những vùng này trên Enceladus phức tạp hơn nhiều. Không phải chỉ là những đường song song, các rãnh và rặng tại khu vực này của Enceladus thường được sắp xếp rối rắm, hoặc đan chéo vào nhau theo hình chữ V. Tại một số vùng, chúng như bị bẻ cong lên phía trên với các đường rãnh và rặng núi chạy dọc theo chiều dài. Những quan sát của Cassini cho thấy tại Samarkand Sulci có một loạt các điểm tối màu rất đáng chú ý (rộng 125 x 500 m), chạy song song với những vết nứt hẹp. Có thể giải thích các hố tối màu này là các hố sụp hình thành giữa các rặng núi.
Bên cạnh các hẻm vực và các vùng bề mặt bị cắt xẻ, Enceladus còn có nhiều kiểu địa hình kiến tạo khác. Trong hình bên trái ta có thể thấy các đứt gãy hẹp (mặc dù vẫn rộng khoảng vài trăm mét) được tàu Cassini tìm thấy. Những vết nứt này nằm trong các dải cắt ngang qua bề mặt vùng nhiều hố thiên thạch. Chúng chỉ cắt sâu xuống vỏ vệ tinh khoảng vài trăm mét. Đa phần các vết nứt này đều đã bị biến dạng trong suốt quá trình hình thành bởi sự bắn phá của thiên thạch lên lớp vỏ yếu ở ngoài cùng của Enceladus. Một kiểu địa hình khác là các đường rãnh tuyến tính được tìm thấy bởi tàu Voyager 2 và được quan sát kĩ hơn bởi tàu Cassini. Chúng ta có thể thấy kiểu địa hình này trên hình dưới bên phải. Các đường rãnh song song chạy từ phía bắc (giữa mép trên bức ảnh) xuống phía nam rồi đổi hướng về phía tây nam. Những đường rãnh này đôi khi còn cắt qua các kiểu địa hình khác, như vùng bề mặt bị cắt xẻ đã nói ở trên. Giống như các khe nứt lớn, các rãnh này là kết quả của những kiến tạo mới nhất trên bề mặt Enceladus. Tuy vậy, ở một số rãnh cũng quan sát được hiện tượng xói mòn và thoái hóa như các hố thiên thạch. Các rãnh này có tuổi lớn hơn. Các rặng núi trên Enceladus không lớn và ấn tượng như các rặng núi của Europa. Chúng ta có thể thấy ở góc dưới bên trái của hình trên bên phải có một đám các rặng núi đan vào nhau. Chúng không quá dài và chỉ cao chưa tới 1 km. Ngoài ra người ta còn tìm thấy 1 đỉnh núi vòm cao khoảng 1 km.
Như vậy, các hoạt động kiến tạo trên bề mặt Enceladus là yếu tố chính hình thành nên địa hình địa chất của vệ tinh này.

#### Các bình nguyên

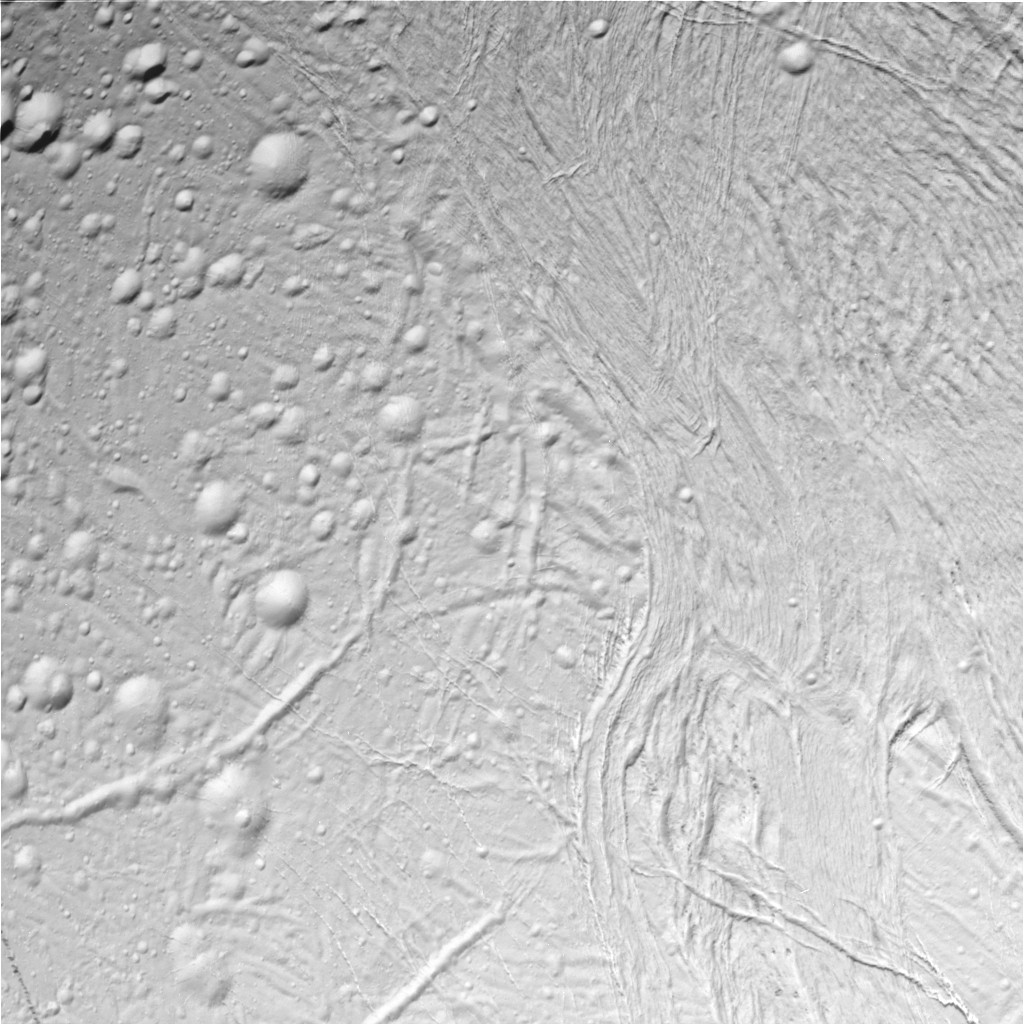
Samarkand Sulci. Chụp bởi tàu Cassini ngày 17/2/2005. Vùng phía bắc của Sarandib Planitia ở phía bên phải

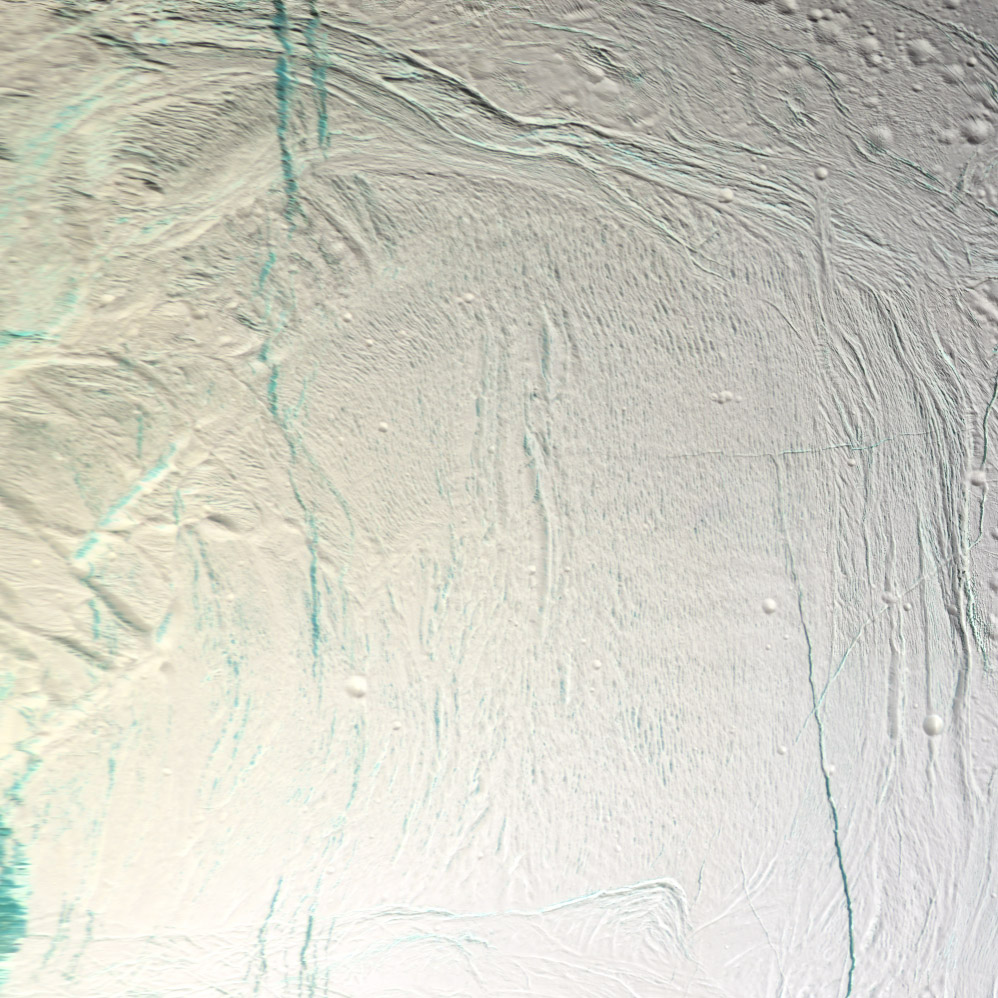
Diyar Planitia

Tàu Voyager 2 đã quan sát thấy 2 kiểu bình nguyên chính trên Enceladus. Đây là các vùng thấp, bằng phẳng, có rất ít hố thiên thạch, và do đó, được hình thành gần đây. Ở vùng Sarandib Planitia không có một hố thiên thạch nào đủ lớn để hiện ra dưới độ phân giải của các thiết bị quang học trên tàu Voyager. Một vùng khác nằm ở phía tây nam vùng Sarandib có nhiều địa hình lòng máng và dốc băng. Tàu Cassini đã quan sát các vùng bình nguyên như Sarandib Planitia và Diyar Planitia với các thiết bị tốt hơn và có độ phân giải cao hơn. Các vùng bình nguyên nói trên hiện ra với rất nhiều các rặng núi thấp và các kẽ nứt nhỏ. Chúng có thể là kết quả của sự dịch chuyển các mảng địa tầng ở vỏ ngoài của vệ tinh. Cassini cũng cho thấy vùng Sarandib Planitia cũng có một số các hố thiên thạch nhỏ. Từ số lượng hố thiên thạch, người ta ước đoán tuổi của vùng bề mặt này dựa trên ước đoán thời điểm bề mặt Enceladus bị thiên thạch bắn phá. Có 2 giá trị được đưa ra khác rất xa nhau là 170 triệu năm và 3,7 tỉ năm.
Những bức ảnh chụp bởi Cassini với độ bao phủ rộng hơn, độ phân giải cao hơn đã cho phép người ta xác định được thêm một số vùng bình nguyên nữa, đặc biệt là ở bán cầu dẫn của Enceladus (bán cầu luôn hướng về phía trước theo chiều chuyển động của vệ tinh trong quỹ đạo xung quanh Sao Thổ). Thay vì được bao phủ bởi những rặng núi thấp, vùng này gồm nhiều lòng máng và rặng núi xen kẽ nhau tương tự như địa hình của vùng cực nam. Các bình nguyên mới phát hiện này nằm đối diện với các bình nguyên Sarandib Planitiae và Diyar Planitiae. Đây có thể là kết quả của lực hấp dẫn Sao Thổ đã làm biến dạng Enceladus một cách đối xứng.

#### Vùng cực nam

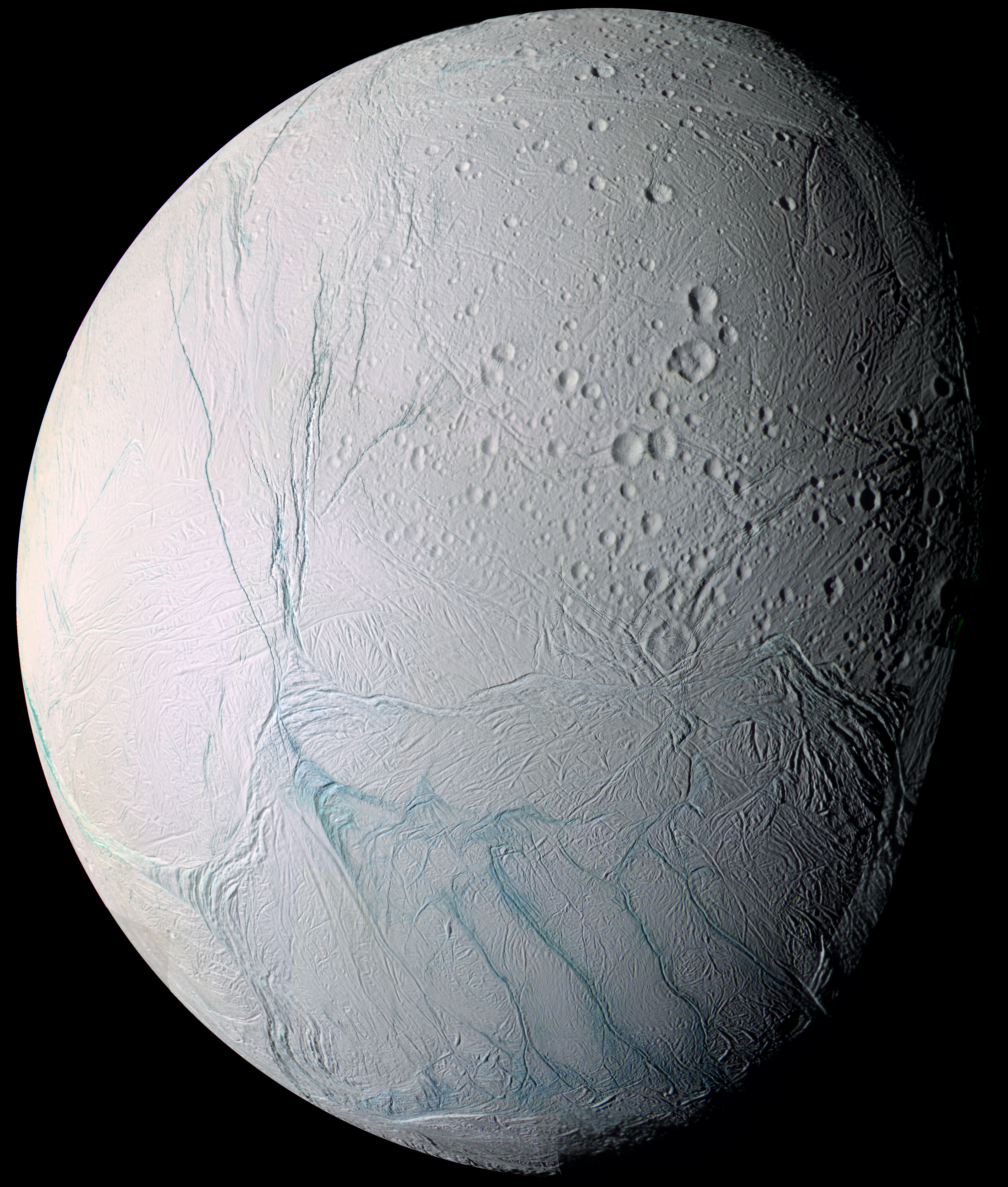
Hình ảnh của Enceladus chụp 14/7/2005 (màu giả). Vùng cực nam là vùng có các rặng núi và các máng ở nửa dưới bức ảnh

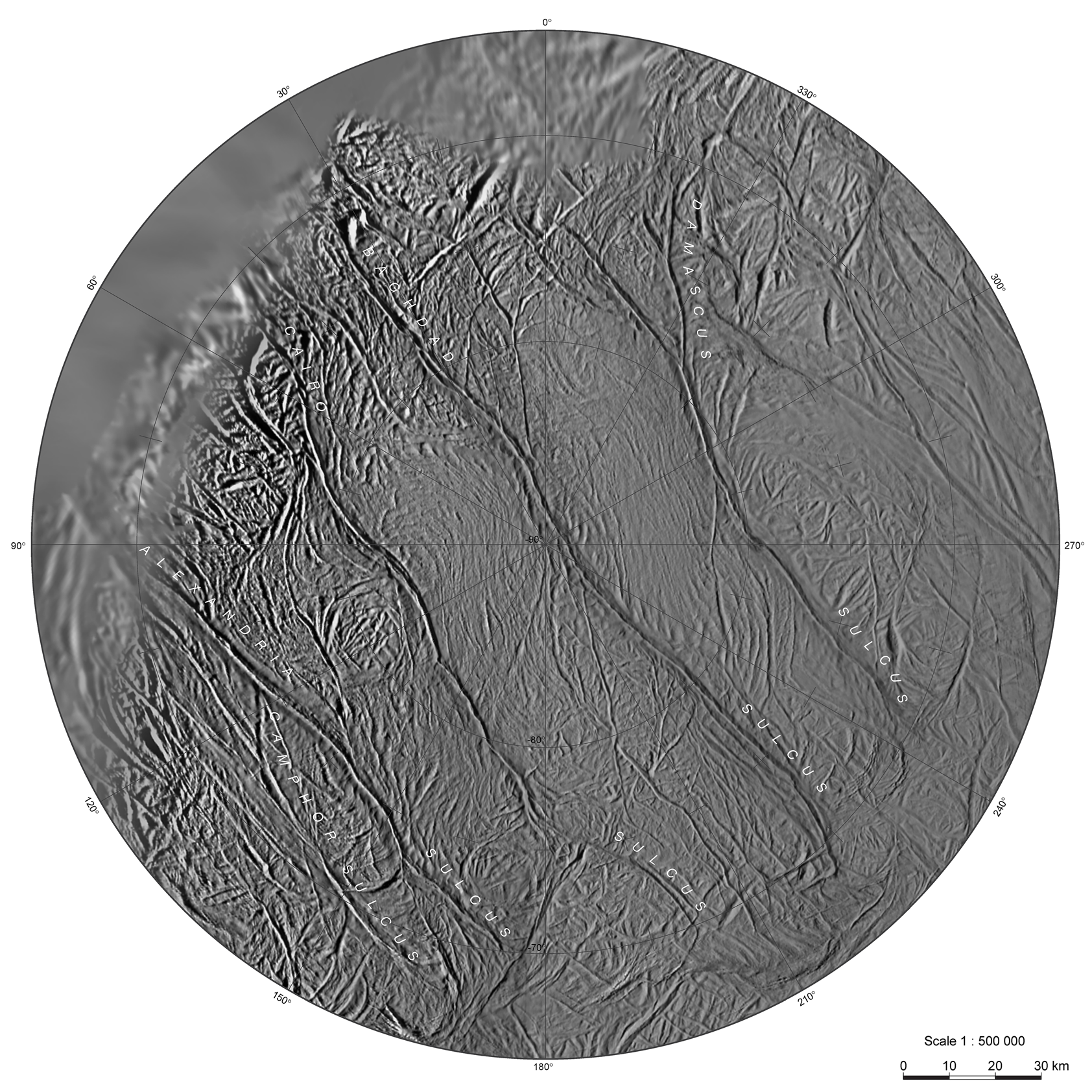
Bản đồ vùng cực nam (tới vĩ độ 65)

Những bức ảnh được Cassini chụp ngày 14/7/2005 tại phía nam Enceladus cho thấy đây là một khu vực khác biệt đã bị biến dạng do kiến tạo địa chất. Khu vực này kéo dài đến vĩ độ 60° nam, có nhiều các đường đứt gãy và các rặng núi. Tại đây có rất ít hố thiên thạch cỡ trung bình, cho thấy đây có thể là vùng bề mặt trẻ nhất của Enceladus nói riêng và các vệ tinh băng có kích thước trung bình nói chung. Các mô hình về sự bắn phá thiên thạch trên bề mặt vệ tinh cho thấy một vài vùng ở cực nam Enceladus có thể chỉ mới được tạo ra cách đây 500.000 năm hay thậm chí trẻ hơn. Ở trung tâm của khu vực này là 4 đường đứt gãy nằm xen kẽ với các rặng núi ở 2 bên tạo thành một hình ảnh gọi là sọc hổ. Những đường nứt này có thể là địa hình trẻ nhất trong khu vực. Chúng được bao quanh bởi băng nước hạt thô có màu xanh bạc hà. Kiểu băng này có thể được nhìn thấy ở vách của một số kẽ nứt hoặc vỉa đá trên Enceladus. Nhìn trên hình bên phải (màu sai), các dải sọc hiện lên dưới màu xanh da trời nổi bật trên một vùng bằng phẳng. Do vùng này không bị bao phủ bởi những tinh thể băng hạt nhỏ rơi xuống từ vành đai E, nó phải được hình thành rất gần đây. Những kết quả từ thiết bị đo quang phổ tia hồng ngoại và khả kiến (VIMS) cho thấy các vật liệu có màu xanh lá cây ở các sọc hổ là các chất hóa học không thể tìm thấy ở các vùng khác trên vệ tinh. VIMS đã tìm thấy các tinh thể băng trong các vết nứt. Chúng có thể được hình thành gần đây (dưới 1.000 năm) hoặc băng ở bề mặt vệ tinh đã bị biến đổi do nhiệt. Ngoài ra, VIMS còn tìm thấy các chất hữu cơ đơn giản tại vùng sọc da hổ. Trên Enceladus, những chất hóa học như vậy chỉ có thể tìm thấy được ở khu vực này mà thôi.
Trong lần bay qua Enceladus ngày 14/7, Cassini đã quan sát chi tiết một vùng băng màu xanh và cho thấy nó bị biến dạng mạnh do các hoạt động kiến tạo và có những nơi được bao phủ bởi những tảng đá đường kính từ 10 đến 100 m.
Ranh giới của vùng cực nam là một đám các rặng núi và thung lũng được xếp song song theo hình chữ Y hoặc chữ V. Hình dáng, hướng và vị trí của các rặng núi và thung lũng này cho thấy chúng là kết quả của sự biến dạng trên quy mô toàn bộ vệ tinh. Hiện tại có 2 giả thuyết về sự biến đổi hình dạng của Enceladus. Giả thuyết thứ nhất cho rằng quỹ đạo của Enceladus đã dịch chuyển vào phía trong khiến cho tốc độ quay của vệ tinh tăng lên. Sự dịch chuyển này có thể khiến cho trục quay của vệ tinh phẳng lại. Giả thuyết thứ 2 cho rằng sự gia tăng các vật chất ấm và có khối lượng riêng thấp trong lõi Enceladus đã khiến cho vùng trước đây nằm trong vĩ độ trung bình ở bán cầu nam bị dịch chuyển và trở thành vùng cực nam. Sau đó, do vệ tinh đã được định hướng lại, hình dáng của Enceladus cũng bị thay đổi cho phù hợp với các trục mới.
Một kết quả của giả thuyết thứ nhất (thuyết làm phẳng trục quay) là cả hai vùng cực sẽ có lịch sử biến dạng kiến tạo tương tự nhau. Tuy nhiên trên thực tế điều đó không đúng. Vùng cực bắc của Enceladus là một khu vực có rất nhiều hố thiên thạch, và do đó có tuổi địa chất nhiều hơn nhiều so với cực nam. Sự khác biệt về độ dày của thạch quyển có thể là nguyên nhân dẫn đến sự trái ngược này. Hiện nay cũng có nhiều dữ liệu chỉ ra sự thay đổi về độ dày thạch quyển của Enceladus tùy theo vùng. Đó là mối tương quan giữa các điểm gián đoạn hình chữ Y cũng như các đỉnh nhọn hình chữ V ở biên của vùng cực nam và vùng sát với vùng cực nam có tuổi tương tự. Các điểm gián đoạn đấu vào các đường nứt theo chiều bắc nam. Kiểu địa hình như vậy phù hợp với một địa tầng trẻ và thạch quyển mỏng. Các đỉnh nhọn hình chữ V nằm kề với vùng nhiều tuổi và có nhiều hố thiên thạch hơn.

### Lỗ phun trào nhiệt độ thấp

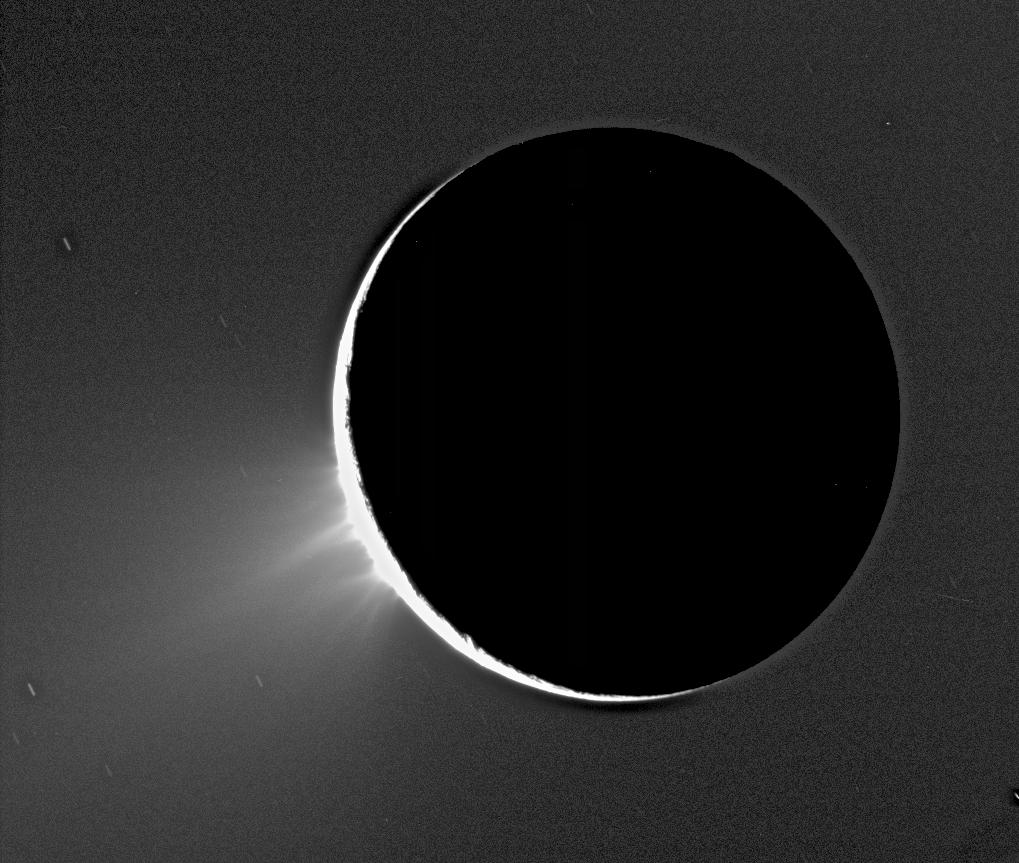
Đám khói bụi từ Enceladus. Vị trí xuất phát của đám bụi là từ "các sọc hổ" gần cực nam (Ảnh của Cassini)

Từ sau khi tàu Voyager bay qua Enceladus vào những năm đầu thập niên 80, các nhà khoa học đã phỏng đoán rằng vệ tinh này vẫn đang có các hoạt động địa chất do nó có bề mặt trẻ, phản xạ mạnh cũng như vị trí nằm trong vùng lõi của vành đai E. Mối quan hệ giữa Enceladus và vành đai E khiến cho người ta tin rằng vật chất như bụi và hơi nước từ trong lòng vệ tinh là nguồn chính tạo ra vành đai. Mặc dù vậy thì những dữ liệu từ 2 tàu Voyager không đủ làm bằng chứng xác đáng để khẳng định những giả thuyết trên.
Những dữ liệu được các thiết bị của tàu Cassini thu thập năm 2005 đã cho thấy sự tồn tại của các lỗ phun trào nhiệt độ thấp (hay còn gọi là núi lửa băng, mặc dù cách gọi này không chính xác). Không giống như núi lửa trên Trái Đất thường là các miệng núi phun ra magma là đất đá ở nhiệt độ nóng chảy, núi lửa băng chỉ là các lỗ (hay khe) phun ra nước và các chất dễ bay hơi khác. Bức hình đầu tiên về một đám bụi các hạt băng thoát ra từ cực nam của Enceladus được chụp bởi dụng cụ chụp ảnh khoa học ISS vào tháng 1 và tháng 2 năm 2005. Mặc dù vậy để tránh trường hợp các thiết bị có sai lầm, các nhà khoa học đã hoãn lại việc công bố phát hiện. Tiếp đó, ngày 17/2/2005 dữ liệu từ dụng cụ đo từ trường đã phát hiện thấy các bằng chứng về khí quyển trên Enceladus, từ đó chứng thực sự tồn tại các hố phun. Cụ thể, máy đo từ trường đã quan sát thấy sự gia tăng năng lượng của các sóng cyclotron ion gần Enceladus. Các sóng này được tạo thành do sự va đập của các hạt bị ion hóa và từ trường. Tần số của sóng được sử dụng để xác định cấu tạo của hạt, mà ở đây là hơi nước bị ion hóa. 2 lần đến gần vệ tinh tiếp theo của Cassini, thiết bị đo này đã khẳng định rằng các khí trong khí quyển của Enceladus chủ yếu tập trung ở vùng cực nam. Các nơi khác mật độ khí quyển thấp hơn rất nhiều. Máy chụp ảnh quang phổ tia cực tím (UVIS) đã khẳng định lại kết quả trên khi Enceladus che khuất mặt trời khỏi tầm quan sát của Cassini vào các ngày 17/2 và 14/7. Không giống như thiết bị đo từ trường, UVIS không phát hiện thấy khí quyển ở khu vực xích đạo vào lần bay qua tháng 2 nhưng lại phát hiện thấy hơi nước khi quan sát khu vực cực nam vào lần bay qua tháng 7.

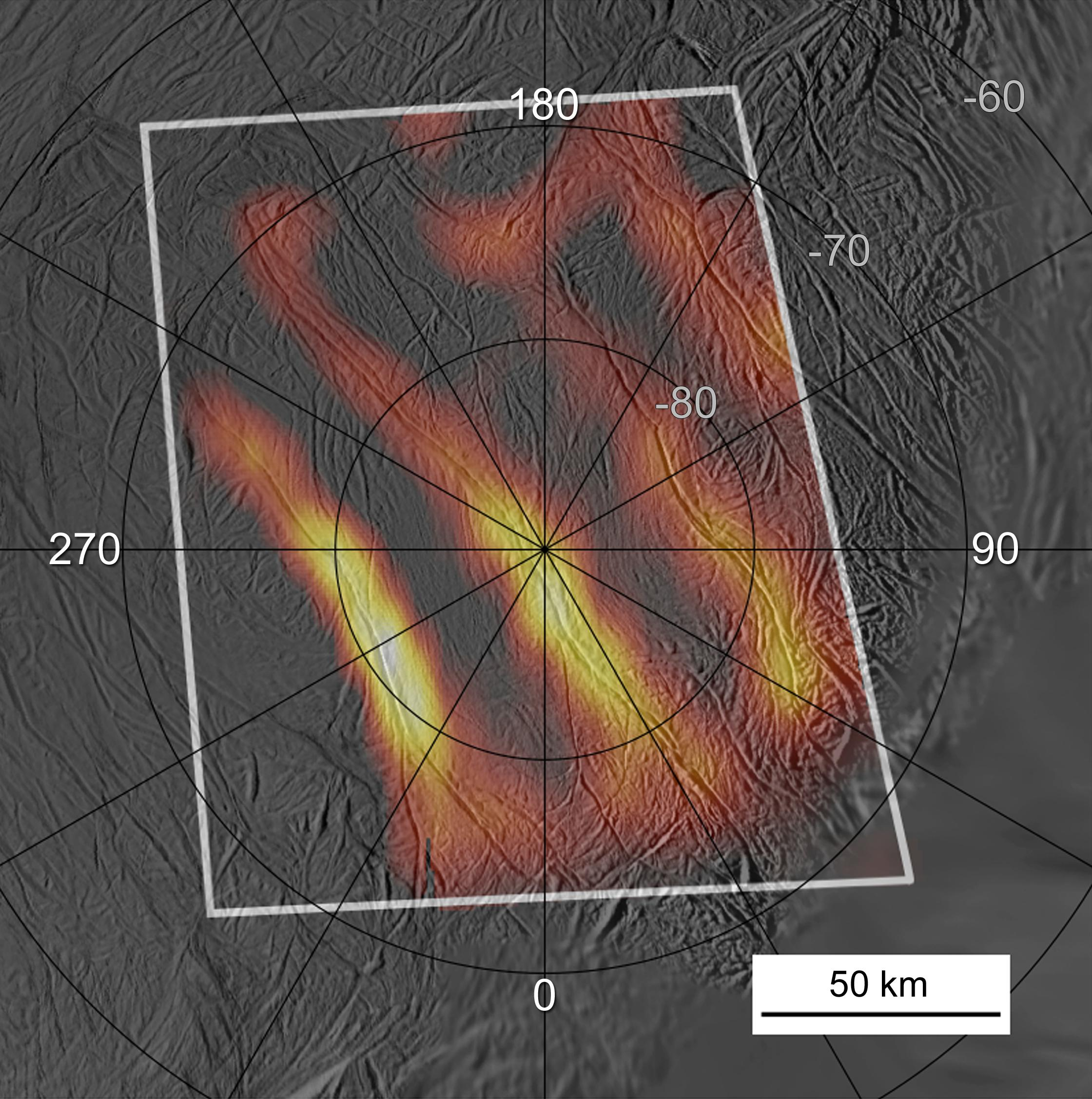
Bản đồ nhiệt của một vùng các đứt gãy có hoạt động nhiệt. Được chụp sử dụng bước sóng hồng ngoại (12 đến 16 µm) và chồng lên trên một bức ảnh chụp bằng ánh sáng thường

Có một điều may mắn là trong lần bay qua ngày 14 tháng 7, tàu Cassini đã xuyên qua đám mây khí. Điều này cho phép các thiết bị như Máy quang phổ khối lượng trung tính và ion (INMS) và Máy phân tích bụi vũ trụ (CDA) lấy mẫu vật chất trong đám khói bụi. INMS đã tính toán thành phần của đám mây khí và phát hiện thấy phần lớn là hơi nước, cộng thêm một số chất khác như nitơ phân tử, mêtan và CO2. CDA thì nhận thấy sự gia tăng đột ngột mật độ vật chất trong khu vực xung quanh Enceladus. Phân tích các kết quả của CDA và INMS cho thấy Enceladus là nguồn chính cho vật chất của vành đai E và cột khói bụi Cassini bay qua vào tháng 7 chính là vật chất (chủ yếu là nước) phun ra từ một hố phun nhiệt độ thấp gần cực nam.
Những hình ảnh xác nhận sự tồn tại của đám bụi được chụp vào tháng 11 năm 2005. ISS đã chụp được hình ảnh những hạt băng bị phun ra từ vùng cực nam Enceladus. Như đã nói ở trên, đám bụi đã được chụp hình vào tháng 1 và tháng 2 năm 2005. Nhưng cần có những bức ảnh chụp vào thời điểm Mặt trời ở ngay phía sau Enceladus và so sánh chúng với những bức ảnh chụp các vệ tinh khác của Sao Thổ ở cùng vị trí để khẳng định hình ảnh của đám bụi. Những bức ảnh chụp tháng 11 đã cho thấy rõ cấu trúc của nó. Đám bụi gồm nhiều cột bụi (có thể được phun ra từ nhiều hố phun khác nhau) nằm trong một vùng bụi lớn và mờ trải rộng tới khoảng cách 500 km từ bề mặt. Như vậy, Enceladus trở thành thiên thể thứ 4 có hoạt động của núi lửa, bên cạnh Trái Đất, vệ tinh Triton của Sao Hải Vương và Io của Sao Mộc. Bộ phận UVIS của Cassini tháng 10 năm 2007 cũng quan sát được vị trí các lỗ phun khí trong đám mây bụi trùng với vị trí các lỗ phun bụi băng đã được ISS tìm thấy.
Những quan sát của tàu Cassini ngày 12 tháng 3 năm 2008 đã cung cấp thêm nhiều dữ liệu về các chất hóa học có mặt trong đám bụi khí. Chúng gồm có một số hydrocarbon đơn và phức như prôpan, êtan và acetylene. Những phát hiện mới gợi mở khả năng tồn tại sự sống bên dưới bề mặt của Enceladus. Theo tính toán của thiết bị INMS, cấu tạo của đám bụi khí tương tự như cấu tạo bụi khí của các sao chổi.
|  |  |  |

Phân tích dữ liệu từ các bức ảnh, thiết bị quang phổ khối lượng và thiết bị đo từ trường đưa ra giả thuyết đám bụi khí được phun lên từ một khoang nằm dưới bề mặt Enceladus dưới áp lực cao, tương tự như cấu trúc các suối nước nóng trên Trái Đất. Do các thiết bị INMS và UVIS không phát hiện thấy amonia trong đám bụi khí, một chất đóng vai trò chất chống đông, khoang áp suất cao dưới bề mặt Enceladus phải chứa nước gần như nguyên chất ở dạng lỏng, nhiệt độ ít nhất là 270 K (−3 °C) (xem hình trên bên trái). Nước nguyên chất cần nhiều năng lượng (đến từ các nguồn nội năng do biến dạng hoặc từ phân rã phóng xạ) hơn để tan chảy so với hợp chất nước - amonia.
Một giả thuyết thứ 2 cho rằng đám bụi khí sinh ra do sự thăng hoa của băng. Ngày 14 tháng 7 năm 2005, thiết bị quang phổ hồng ngoại đa hợp (CRIS) đã tìm thấy một vùng băng ấm ở gần cực nam. Nhiệt độ ở vùng này nằm trong khoảng 85 đến 90 K, một vùng nhỏ có nhiệt độ lên tới 157 K (−116 °C). Do ánh sáng mặt trời không đủ làm băng có nhiệt độ như vậy, nhiệt lượng làm ấm vùng băng này chỉ có thể xuất phát từ bên trong của Enceladus. Với nhiệt độ đó, băng có thể thăng hóa và hình thành đám mây bụi băng. Giả thuyết đưa đến kết luận một lớp băng nhão có cấu tạo từ amonia và nước ở nhiệt độ chỉ 170 K (−103 °C) có thể làm nóng băng ở bề mặt và hình thành nên đám mây bụi khí, như vậy là không cần nhiều năng lượng như ở giả thuyết đầu. Mặc dù vậy, do đám mây bụi khí có lượng vật chất dồi dào, giả thuyết thứ nhất có tính thuyết phục cao hơn nhiều so với giả thuyết thứ 2.
Bên cạnh đó, Kieffer và một số người khác cho rằng đám mây bụi khí được hình thành từ các phân tử ngậm nước dạng mạng lưới. carbon điôxit, mêtan và nitơ từ các phân tử này được giải phóng khi chúng tiếp xúc với chân không thông qua các kẽ nứt sọc hổ. Giả thuyết thứ 3 này thậm chí không cần sự cung cấp của nhiệt lượng để làm tan chảy băng, và có thể giải thích sự vắng mặt của amôniăc trong đám bụi khí.

#### Cấu tạo lỗ phun

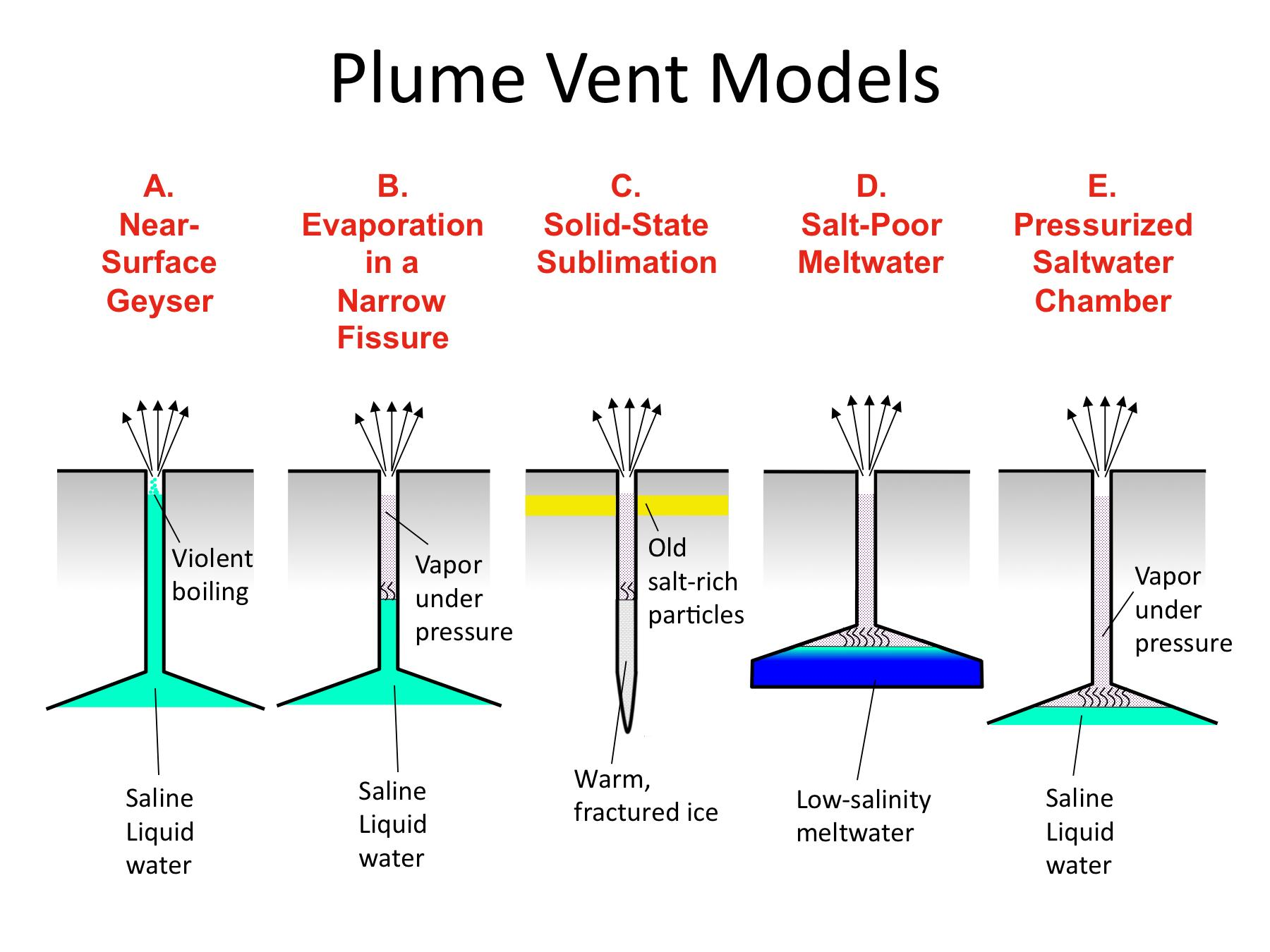
Các mô hình cấu trúc lỗ phun

Năm 2009, các nhà khoa học thuộc dự án Cassini đã phát hiện thấy các muối của natri trong băng ở vành đai E của Sao Thổ. Do vành đai E chủ yếu chứa vật chất từ Enceladus, người ta nghĩ ngay đến khả năng tồn tại của nước ở dạng lỏng dưới bề mặt vệ tinh. Frank Postberg, một nhà khoa học của dự án phát biểu: 
Chúng tôi tin rằng các muối khoáng được tìm thấy xuất phát từ đá nằm dưới đáy lớp nước
Các nhà khoa học cũng kết luận rằng cần có nước ở trạng thái lỏng để hòa tan một lượng muối khoáng như lượng muối khoáng đã được tìm thấy. Những giả thuyết khác về hiện tượng hình thành đám mây bụi như giả thuyết băng thăng hoa không thể nào giải thích sự tồn tại của lượng muối khoáng nói trên.
Ngoài ra, các nhà khoa học còn tìm thấy sự tồn tại của các hợp chất cacbonat kiểu như sôđa. Mặc dù vậy, các nhà khoa học tại các trạm quan sát mặt đất không hề phát hiện thấy natri trong đám khí bụi mặc dù natri là thành phần quan trọng của muối. Vì thế người ta cho rằng lượng natri thoát ra từ Enceladus là thấp hơn so với mức độ để có thể phát hiện từ Trái Đất.
Với những dữ liệu như trên, các nhà khoa học đã phân tích 5 mô hình cấu trúc các lỗ phun tại vùng cực nam Enceladus:
Ở mô hình A-"Near-surface Geyser", nước muối sôi ngay lập tức khi trạm bề mặt của Enceladus khi gặp môi trường chân không của vũ trụ. Mô hình này không hợp lý do nếu nước muối nhanh chóng sôi và bay hơi thì sẽ có một khối lượng natri lớn trong đám mây khí bụi. Điều này không phù hợp với những quan sát thực tế vì các quan sát từ Trái Đất không cho thấy sự tồn tại của natri, tức là lượng natri nếu có phải rất ít. Bên cạnh đó, nếu mô hình A đúng, gần như mọi hạt băng trong đám khí bụi phải có chứa muối, trái với thực tế là băng mà Cassini thu được chỉ có một phần nhỏ chứa muối.
Ở mô hình B-"Evaporation in a Narrow Fissure", nước muối bốc hơi từ từ trong các đường dẫn hẹp, tạo ra hơi nước đi lên bề mặt và hình thành nên đám khí bụi. Mô hình này cũng có vẻ không chính xác do cặn muối còn sót lại sẽ nhanh chóng bịt kín các đường dẫn. Bên cạnh đó, do các đường dẫn hẹp nên không có đủ nhiệt lượng để duy trì nước ở trạng thái lỏng bù đắp cho nhiệt lượng mất do hiện tượng bay hơi. Vì thế nước sẽ nhanh chóng đóng băng trong các đường dẫn.
Ở mô hình C-"Solid-State Sublimation", băng ấm bốc hơi trực tiếp để tạo ra đám bụi khí thông qua quá trình thăng hoa. Các phân tử muối tìm thấy trong đám bụi khí có thể được tạo bởi nước ở trạng thái lỏng trong thời kì đầu của vệ tinh và được giữ lại ở lớp băng bề mặt cho đến tận ngày nay. Chúng sẽ được đưa lên đám bụi khí cùng với hơi nước được thăng hoa. Mô hình này không thể bị loại bỏ mặc dù nó cũng không thật sự hợp lý vì thật khó để có thể đưa các hạt băng cổ ra ngoài từ các kẽ nứt trên Enceladus.
Ở mô hình D-"Salt-Poor Meltwater", nước ở dạng lỏng do băng gần bề mặt tan chảy chứ không xuất phát từ các biển nước muối trong lòng Enceladus. Ban đầu nước chỉ chứa một lượng muối rất nhỏ, nhưng sau đó lượng muối tăng dần khi một phần nước bị bay hơi. Như vậy, trong mô hình này các băng chứa muối mà tàu Cassini đã phát hiện được là từ nước chứa ít muối lúc đầu. Mô hình này có thể xảy ra nhưng vẫn chưa được xem xét kĩ lưỡng.
Ở mô hình E-"Pressurized Saltwater Chamber", nước lúc đầu chứa muối, có thể xuất phát từ một đại dương ở phía dưới bề mặt Enceladus. Đại dương này có thể tiếp xúc với lớp lõi đá của vệ tinh. Nước bốc hơi từ từ lên một phòng áp suất cao, từ đây hơi nước và các hạt băng, trong đó có các hạt băng chứa muối, thoát ra bề mặt thông qua các đường dẫn hẹp. Một vùng bề mặt rộng trong phòng áp suất sẽ tránh việc muối tích tụ làm bịt các đường dẫn cũng như có thể cung cấp đủ nhiệt lượng để nước duy trì trạng thái lỏng. Mô hình này là mô hình đơn giản và có tính khả dĩ nhất trong 5 mô hình cấu tạo lỗ phun.
Tuy nhiên, đám bụi khí của Enceladus không chắc đã là kết quả của mô hình E. Nó có thể xuất phát từ một vài kiểu mô hình lỗ phun khí trong các mô hình đã nêu ra ở trên.

### Cấu tạo bên trong.

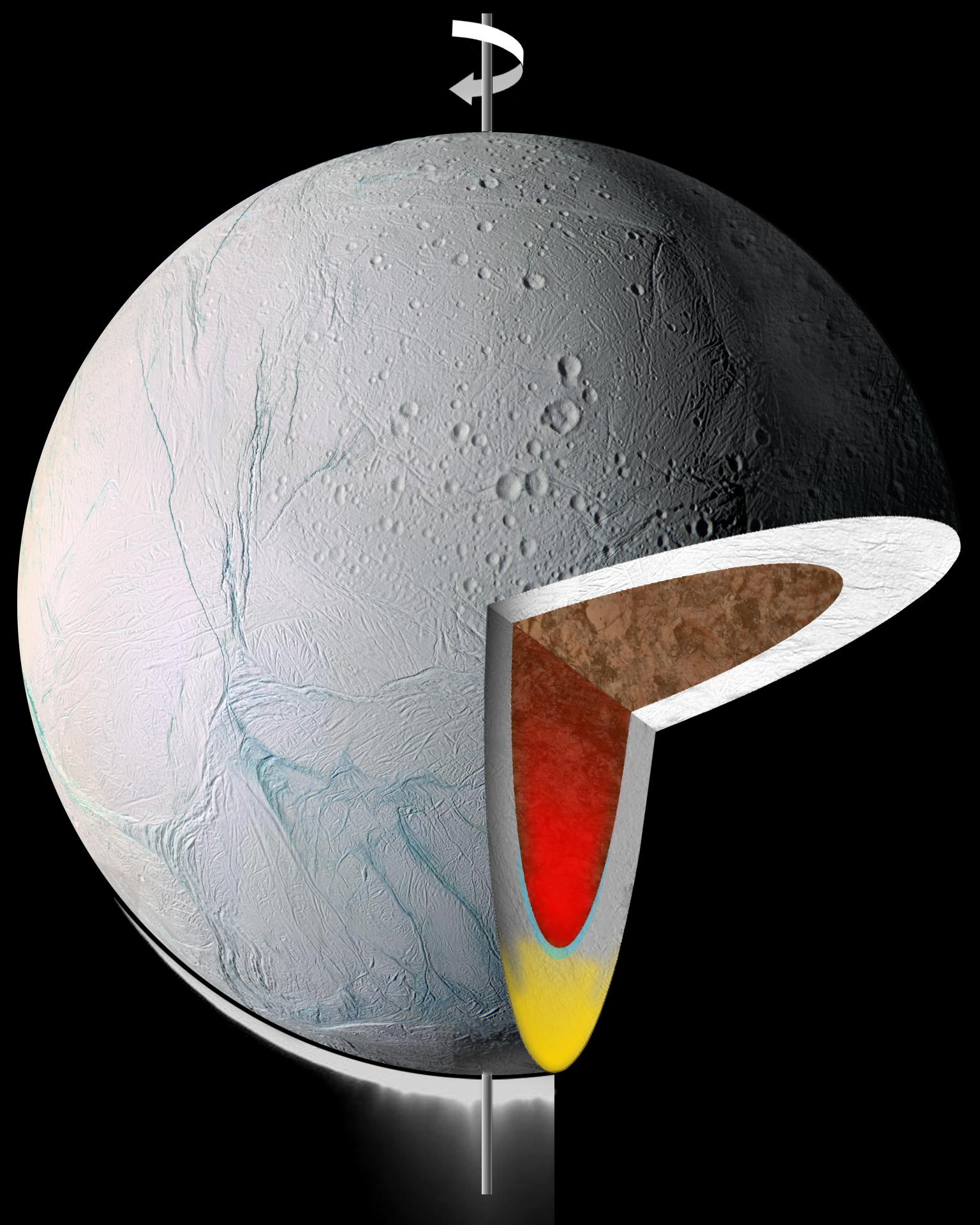
Mô hình cấu tạo trong của Enceladus dựa trên những dự liệu từ tàu Cassini. Trong hình phần lõi của vệ tinh có màu nâu, phần vỏ băng có màu trắng. Những vùng màu vàng và đỏ thể hiện vật chất có nhiệt độ cao hơn xuyên từ lõi ra vỏ ở vùng cực nam Enceladus

Trước khi có dự án Cassini, người ta không biết gì nhiều về phần bên trong của Enceladus. Nhờ có những dữ liệu được tàu Cassini thu thập mới đây, các nhà khoa học đã có đủ thông tin để xây dựng mô hình cấu tạo bên trong của vệ tinh. Chúng bao gồm các dữ liệu về khối lượng cũng như hình dạng chính xác, hình ảnh chi tiết về bề mặt và những hiểu biết mới về địa hóa học của Enceladus.
Những tính toán của tàu Voyager về khối lượng Enceladus cho thấy vệ tinh này chứa hầu hết là băng của nước. Mặc dù vậy, dựa trên tác động của lực hấp dẫn giữa Enceladus và tàu Cassini, khối lượng của vệ tinh đã được tính toán lại chính xác hơn. Giá trị này cao hơn giá trị đo được bởi Voyager rất nhiều, khối lượng riêng của vệ tinh lên tới 1.61 g/cm³. Khối lượng này lớn hơn các vệ tinh băng cỡ trung bình khác của Sao Mộc, cho thấy Enceladus chứa một lượng tương đối silic và sắt (chiếm khoảng 57%). Với lõi cấu tạo bởi các chất trên, Enceladus có thể đã nhận được một nhiệt lượng tương đối từ hoạt động phân rã phóng xạ.
Nhóm của Castillo năm 2005 đã phát hiện thấy Iapetus, một vệ tinh băng khác của Sao Thổ, được hình thành nhanh chóng sau sự hình thành của đám tinh vân Sao Thổ (đám tinh vân hình thành nên Sao Thổ và các vệ tinh của nó). Lúc đó Iapetus giàu các chất phóng xạ có tốc độ phân rã cao (SLRS). Chúng gồm những chất như nhôm-26 và sắt-60 có chu kỳ bán rã ngắn và tạo ra năng lượng cho lõi của Iapetus một cách nhanh chóng và Enceladus cũng vậy. Đối với các vệ tinh lớn hơn, các chất phóng xạ có tốc độ phân rã thấp (LLRS) đã làm ấm phần lõi trong một thời gian dài từ 500 đến 800 triệu năm, làm cho phần quyển đá dày thêm khoảng vài trăm km. Do giàu SLRS, Enceladus lại có kích thước nhỏ với tỉ lệ đá lớn, cộng thêm sự có mặt của 26Al và 60Fe, Enceladus bị phân lớp thành 2 phần rõ ràng là phần lõi đá và phần vỏ băng. Sau đó nhiệt năng phóng xạ và nhiệt năng do biến dạng đã tăng nhiệt độ phần lõi của Enceladus lên trên 1000 K, làm cho phần vỏ băng phía trong bị tan chảy. Mặc dù vậy, để cho Enceladus vẫn còn có hoạt động địa chất như hiện tại, một phần của lõi cũng phải bị tan chảy, hình thành nên một hồ magma ở trong lõi bị cong gập lại dưới lực hút của Sao Thổ. Cho đến tận ngày nay, năng lượng sinh ra do biến dạng dưới tác động của lực hấp dẫn, chẳng hạn như do cộng hưởng quỹ đạo với Dione, có thể vẫn tiếp tục duy trì nhiệt độ cho hồ magma và từ đó gây ra các hoạt động địa chất.
Bên cạnh việc nghiên cứu khối lượng và mô hình địa hóa học của vệ tinh, các nhà khoa học còn nghiên cứu hình dáng của Enceladus để xem vệ tinh này có bị phân lớp hay không. Porco và các đồng sự năm 2006 sử dụng phương phức đo quầng để xác định hình dáng Enceladus, cho rằng vệ tinh này ở trong cân bằng thủy tĩnh, tương ứng với một cấu trúc không phân lớp. Điều này trái ngược với các kết quả địa hóa học và địa chất. Mặc dù vậy, với hình dáng như hiện nay, Enceladus vẫn có thể không cân bằng thủy tĩnh và có cấu trúc phân lớp. Ở một vài thời điểm trong quá khứ, nó có thể đã quay nhanh hơn hiện tại.

### Khả năng tồn tại biển
Cuối năm 2008, các nhà khoa học đã phát hiện thấy hơi nước bốc lên từ bề mặt Enceladus. Điều đó chứng tỏ rằng trên vệ tinh này có nước, và từ đó có thể có sự sống. Candice Hansen, một nhà khoa học của Phòng thí nghiệm tên lửa đẩy NASA tại California đã dẫn đầu một nhóm các nhà khoa học nghiên cứu về đám bụi khí trên Enceladus. Trước đó, họ đã tính toán được tốc độ phun của đám bụi khí là xấp xỉ 2.189 km/giờ. Tốc độ này là lớn một cách bất thường và có thể có liên quan đến nước. Họ đã quyết định nghiên cứu kĩ về thành phần cấu tạo của đám bụi khí.
Những chứng cứ từ tàu Cassini chỉ ra rằng ở dưới lớp băng bề mặt của Enceladus có thể là một đại dương bao phủ khắp vệ tinh. Các tinh thể băng được tàu Cassini phân tích đã cho thấy đó là băng của nước muối. Theo người ta ước đoán, nước muối như vậy chỉ có thể xuất hiện trong một thể tích nước rất lớn. Vì thế Enceladus trở thành một địa điểm tốt để xuất hiện sự sống ngoài Trái Đất. Ngoài ra còn có giả thuyết cho rằng nguồn nước trên xuất phát từ một hang lớn chứa nước dưới bề mặt Enceladus.

## Sự sống trên Enceladus
Cho dù người ta đã xây dựng nhiều mô hình khác nhau cho cấu trúc địa hóa học của Enceladus, có một sự thật khó có thể chối cãi rằng ở đâu đó dưới lớp bề mặt của Enceladus là nước tồn tại ở thể lỏng. Như vậy, trên Enceladus đã hội đủ những điều kiện tiên quyết cho sự sống, hay chí ít là các tiền sinh chất. Đó là nước ở dạng lỏng, các chất hữu cơ và nhiệt lượng. Môi trường cho sự sống trên Enceladus có thể tương tự với môi trường xuất hiện tại các địa tầng núi lửa trên Trái Đất. Tại đó người ta đã phát hiện thấy các vi sinh vật hấp thụ hydro hoặc CO2, thải ra khí mêtan hoặc hydro hoặc các muối sulfat. Sự sống tồn tại ở trạng thái như vậy không cần đến năng lượng mặt trời mà chỉ cần nhiệt lượng từ bản thân thiên thể mà thôi.

### Tư liệu
- Hồ sơ Enceladus Lưu trữ ngày 1 tháng 8 năm 2007 tại Wayback Machine của Bộ phận nghiên cứu hệ Mặt trời của NASA
- Trang Enceladus của Calvin Hamilton
- Hành tinh thứ 9: Enceladus
- Hiệp hội hành tinh: Thông tin về Enceladus
- Enceladus: Ocean Moon Trang về nhiệm vụ nghiên cứu Enceladus của Cassini. Chứa catalog các bức ảnh chụp Enceladus của Cassini lưu trữ
- Cassini-Huygens Analysis and Results from the Mission trang CHARM: Các phân tích và kết quả từ dự án Cassini-Huygens, với các kết quả nghiên cứu Enceladus gần đây

### Hình
- Ảnh Enceladus chụp bởi Cassini
- Catalog các bức ảnh chụp Enceladus của NASA
- Enceladus Ảnh chụp của Voyager và Cassini Lưu trữ ngày 28 tháng 9 năm 2007 tại Wayback Machine
- Atlas các thiên thể nhỏ trong Hệ mặt trời: Enceladus. Trang của Phil Stooke về Enceladus gồm có catalog các bức ảnh chụp Enceladus của Voyager và bản đồ vệ tinh dựng dựa trên ảnh